# FFH-Gebiet Drülter Holz
Das FFH-Gebiet Drülter Holz ist ein NATURA-2000-Schutzgebiet in Schleswig-Holstein in der Landschaft Angeln im Kreis Schleswig-Flensburg. Der Name Drült (dän. Drølt, auch Drylt) leitet sich von sønderjysk dry bzw. altnordisch drȳgja in der Bedeutung aushaltend, festhaltend, kräftig, schwer (vgl. dän. drøj) ab. Es hat eine Größe von 131 ha und liegt zum größeren Teil im Gebiet der Gemeinde Stoltebüll und im Osten im Ortsteil Sandbek der Stadt Kappeln. Das FFH-Gebiet hat die größte Ausdehnung von ca. 2 km in nordwestlicher Richtung. Die höchste Erhebung mit 47 m liegt im Süden, die tiefste Stelle mit 18 m im Nordosten. Es handelt sich um einen historischen Waldstandort, der bereits in der Karte von 1805 des dänischen Premierleutnants Johann Heinrich du Plat westlich von Kappeln verzeichnet war. Der Wald besteht zu 70 % aus Laubwald, 10 % Mischwald und 20 % Nadelwald.

## FFH-Gebietsgeschichte und Naturschutzumgebung
Der NATURA 2000-Standard-Datenbogen für das FFH-Gebiet Drülter Holz wurde im Mai 2006 vom Landesamt für Landwirtschaft, Umwelt und ländliche Räume (LLUR) des Landes Schleswig-Holstein erstellt, im September 2006 der Naturschutzbehörde der EU als Gebiet von gemeinschaftlicher Bedeutung (GGB) vorgeschlagen, im November 2007 von der EU als GGB bestätigt und im Januar 2010 national nach § 32 Absatz 2 bis 4 BNatSchG in Verbindung mit § 23 LNatSchG als besonderes Erhaltungsgebiet (BEG) bestätigt. Der undatierte Managementplan für das FFH-Gebiet Drülter Holz wurde von der Landwirtschaftskammer des Landes Schleswig-Holstein veröffentlicht. Der Managementplan beinhaltet nicht die Flächen der Stiftung Naturschutz des Landes Schleswig-Holstein im FFH-Gebiet. Diese waren im 2004 vorgeschlagenem FFH-Gebiet 1325-355 Drülter Holz nicht enthalten. 85 % der Fläche ist im Besitz vom Gut Drült. Dieses befindet sich seit 1501 im Besitz der Adelsfamilie von Rumohr. Die restlichen 15 %, vorwiegend im Südosten, teilen sich mehrere Landwirte sowie die Stiftung Naturschutz des Landes Schleswig-Holstein.

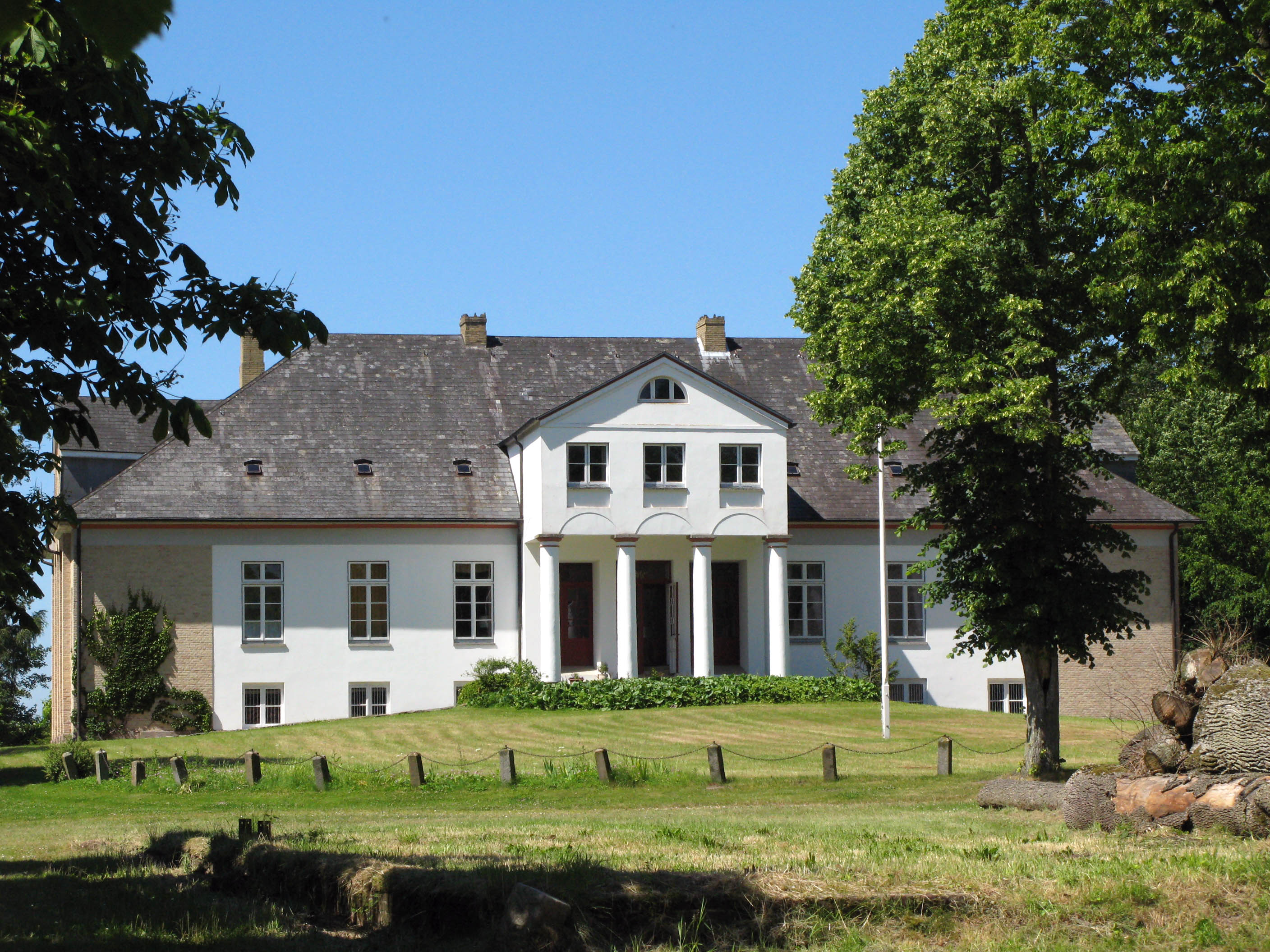
Herrenhaus von Gut Drült
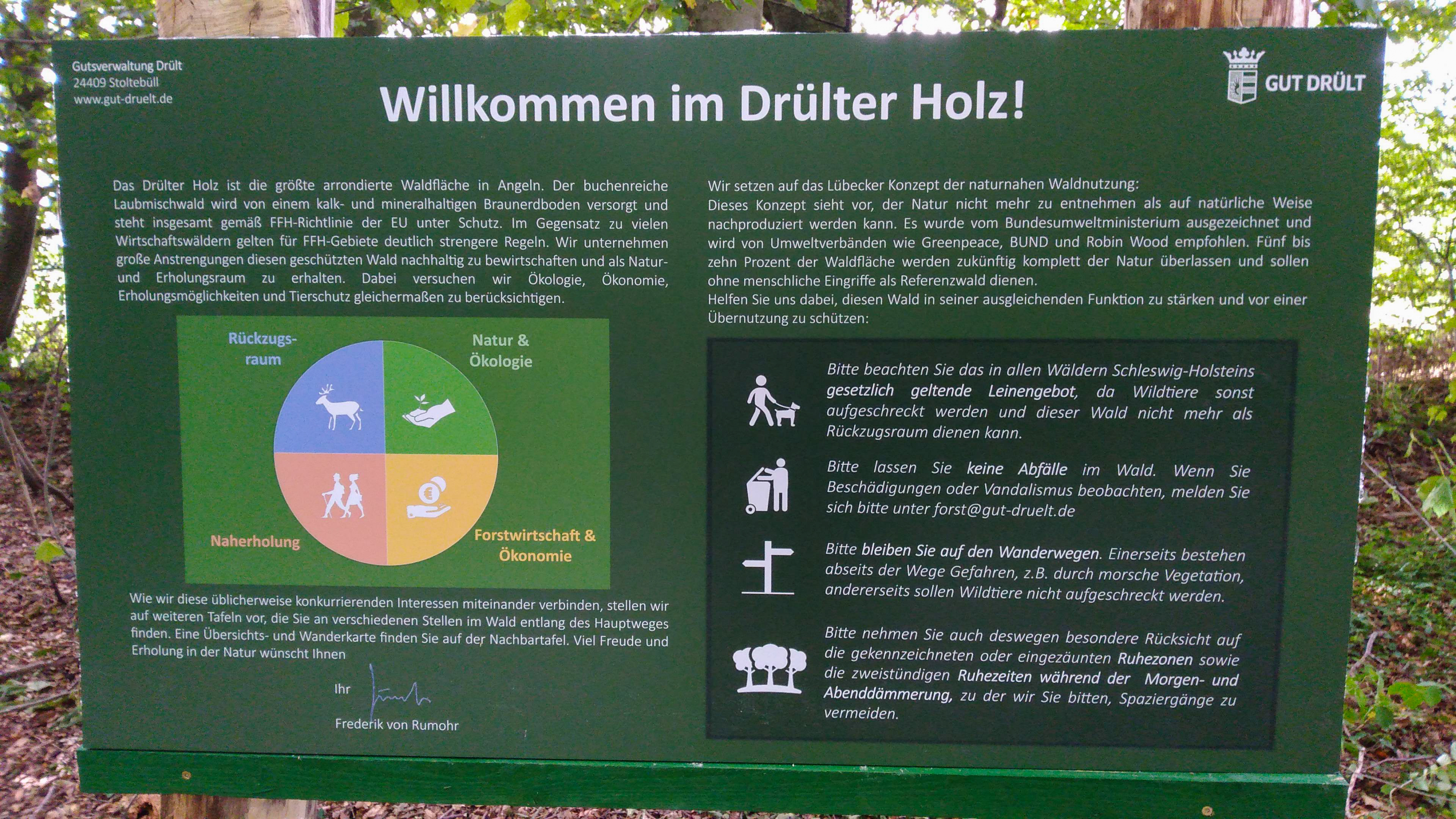
Begrüßung der Besucher
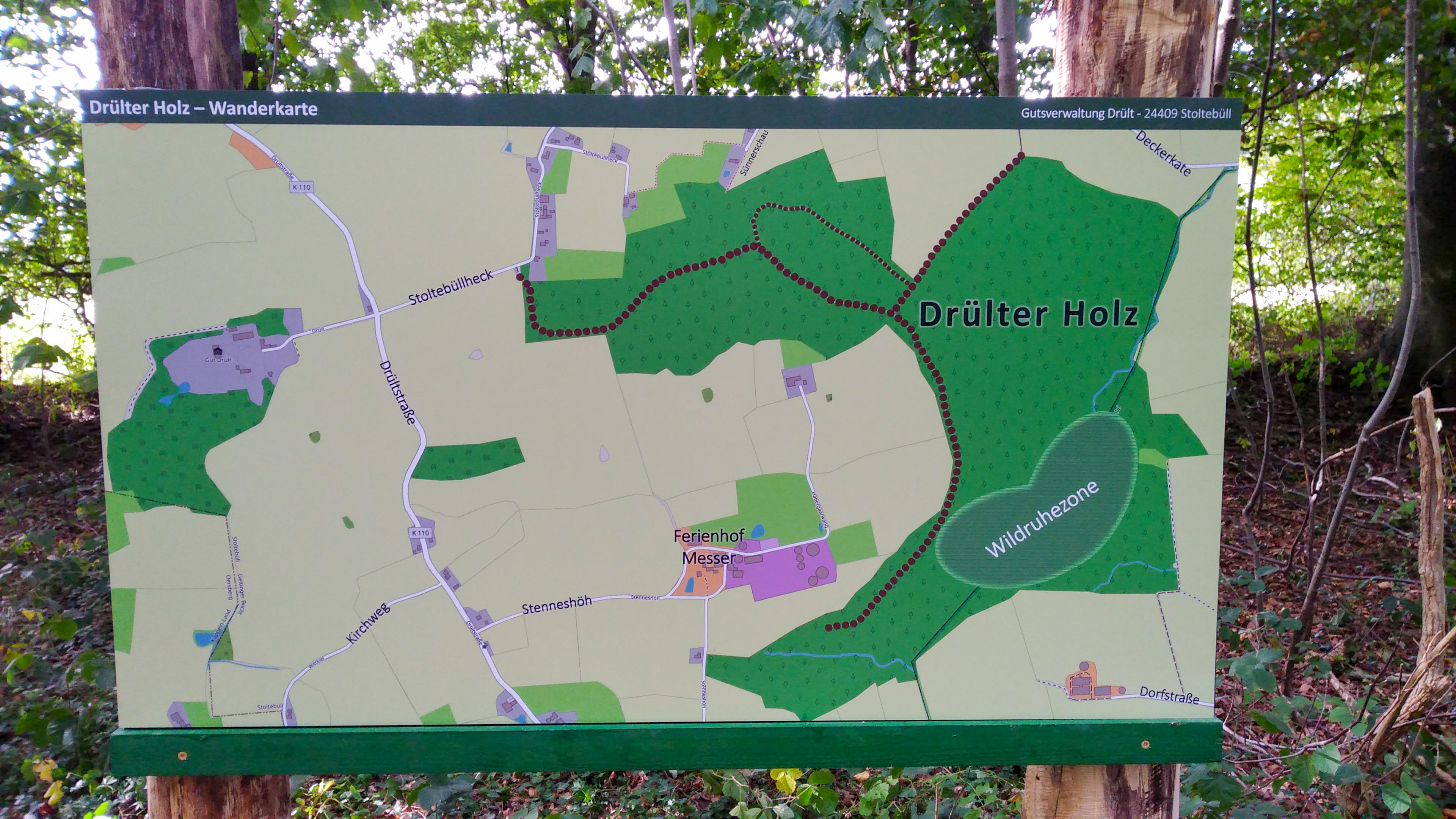
Wegenetz im Drülter Holz
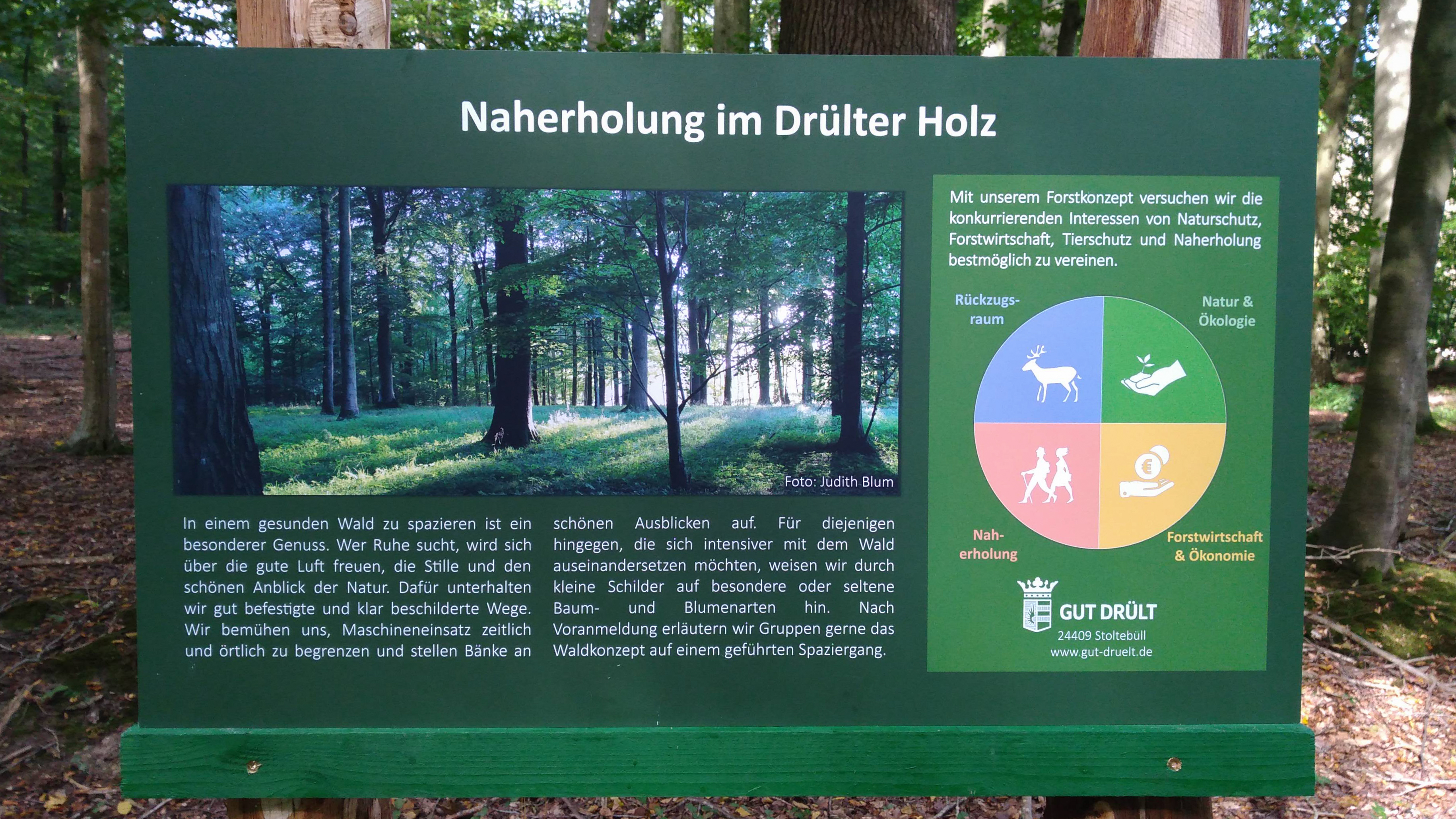
Wald zur Erholung
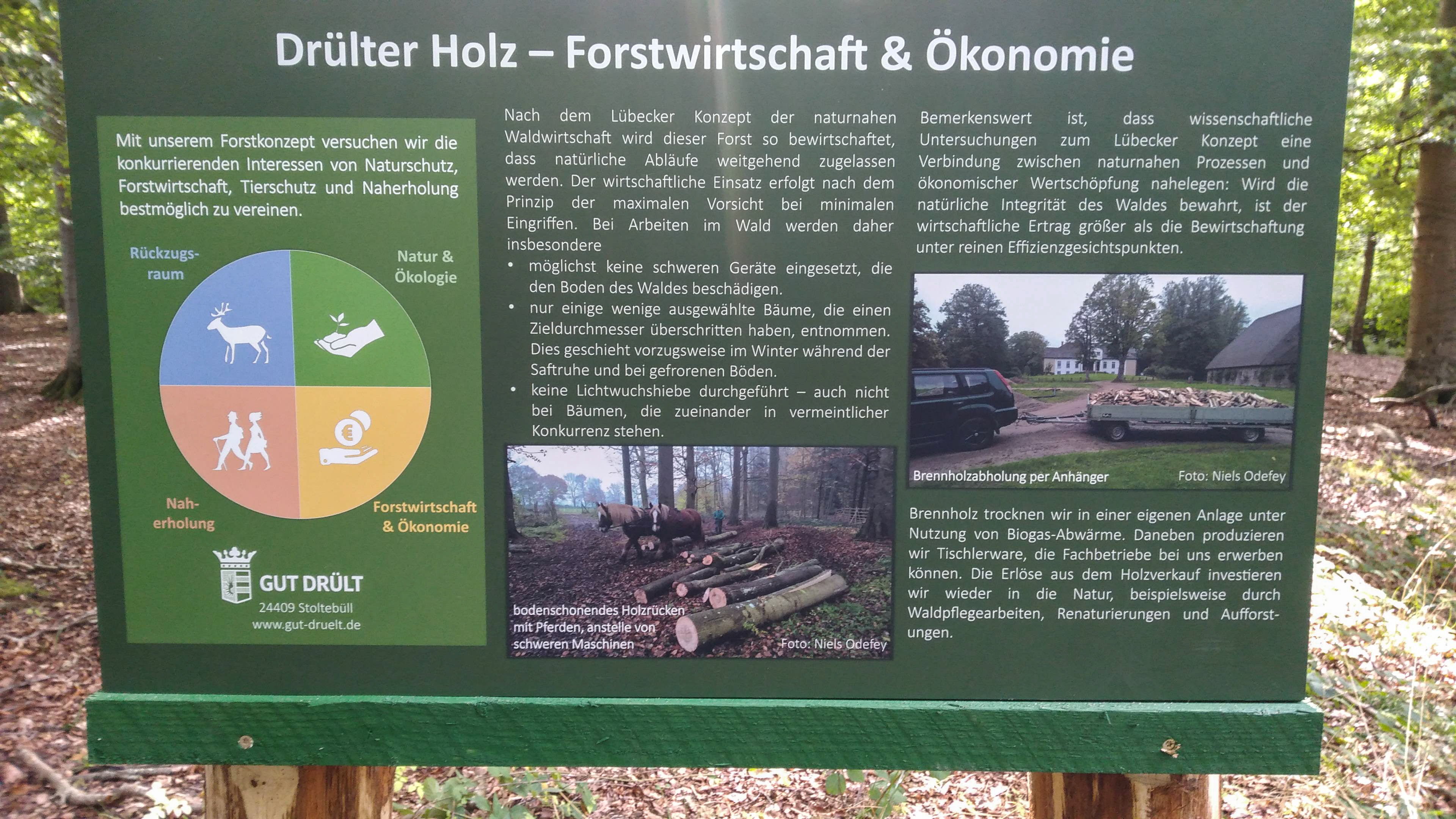
Waldbewirtschaftungs-prizip des Gutes Drült

Der Besucher kann das FFH-Gebiet von zwei Seiten betreten. Nördlich des FFH-Gebietes befindet sich ein Rastplatz an der Straße Deckerkate. Von dort sind es nur 180 m zum Drülter Holz. Ein zweiter Eingang mit Parkplatz wurde an der Straße Stoltebüllheck im Westen des Drülter Holzes neu angelegt.

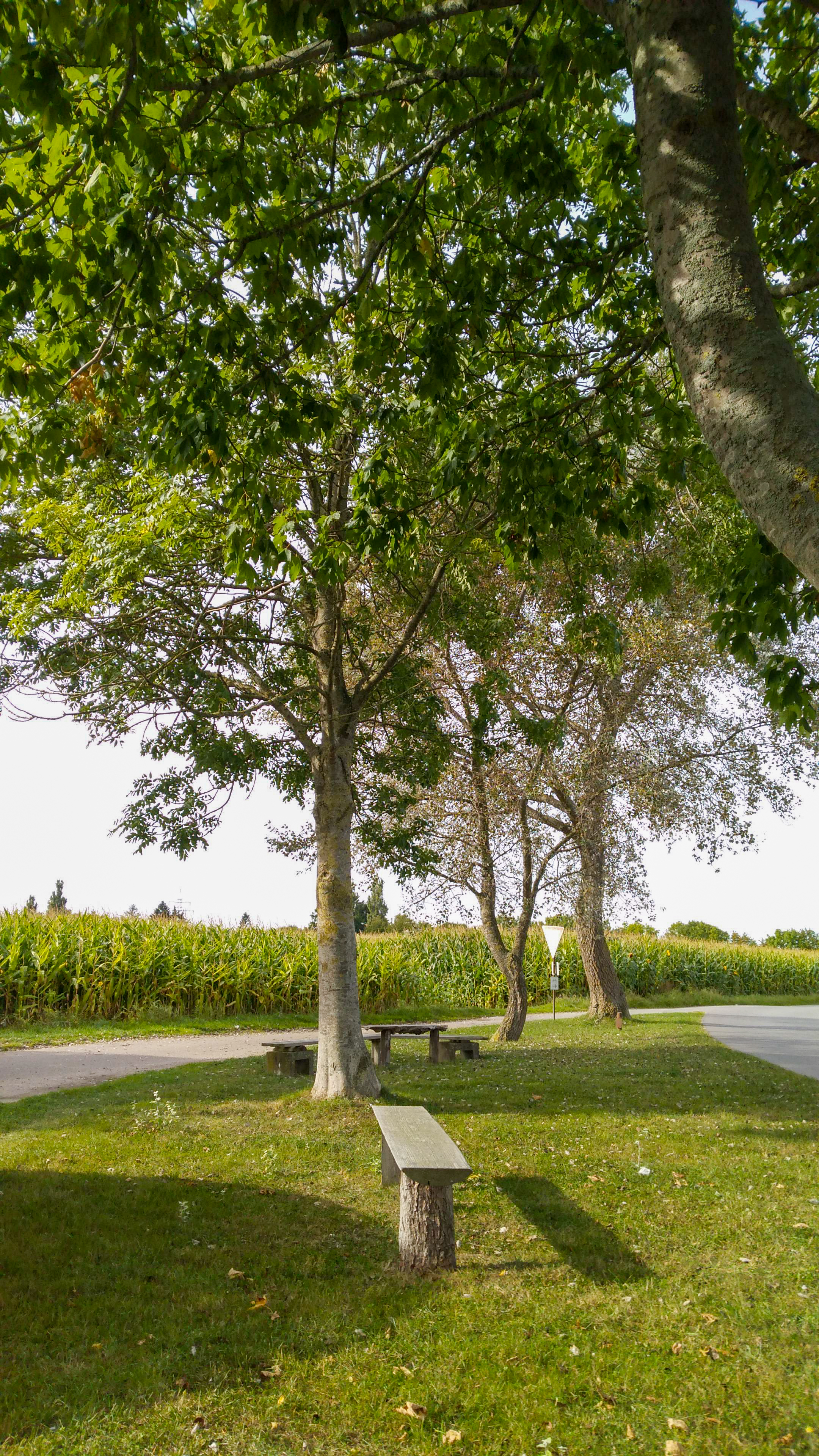
Rastplatz „Deckerkate“
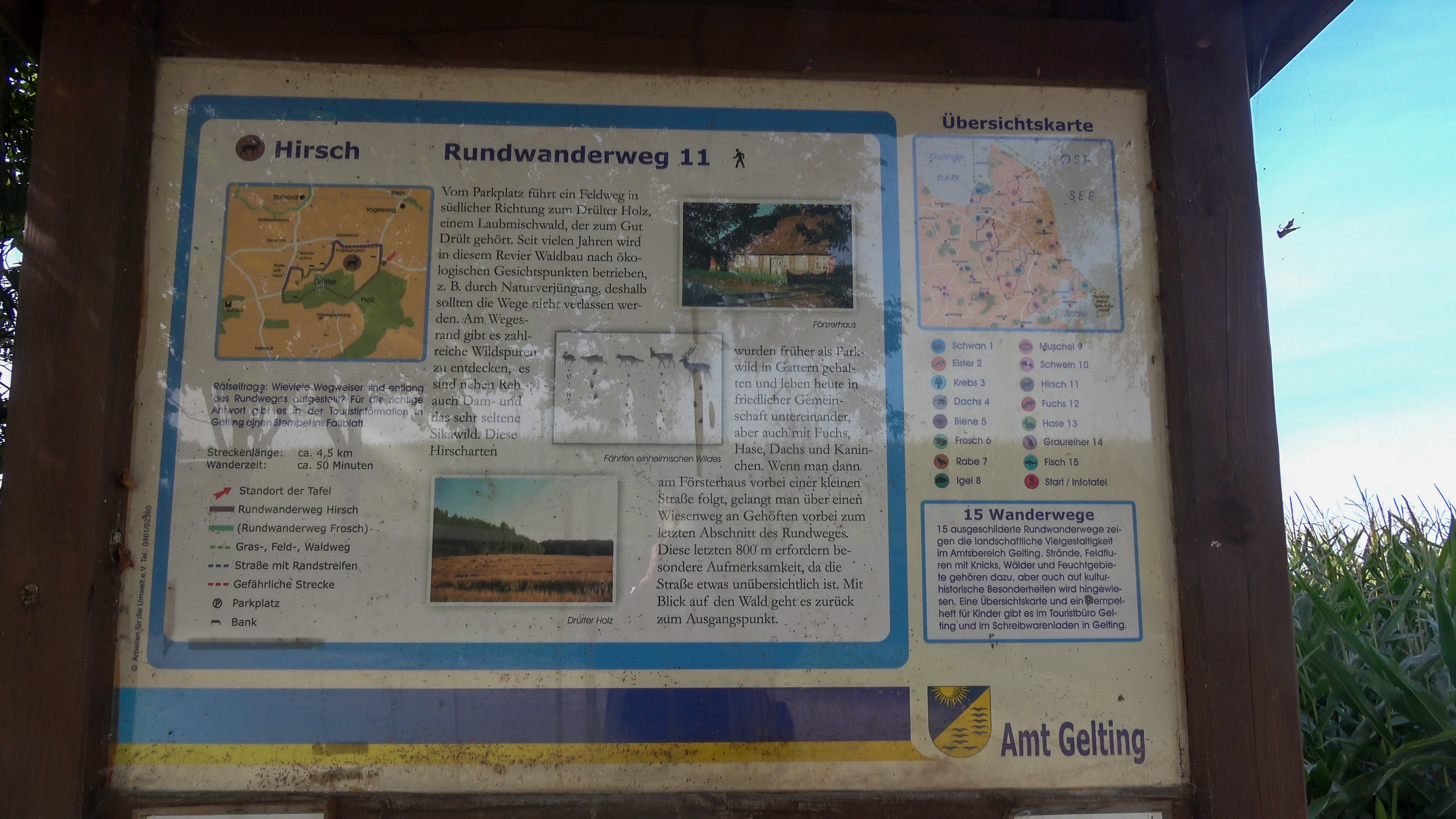
Rundwanderwege Drülter Holz
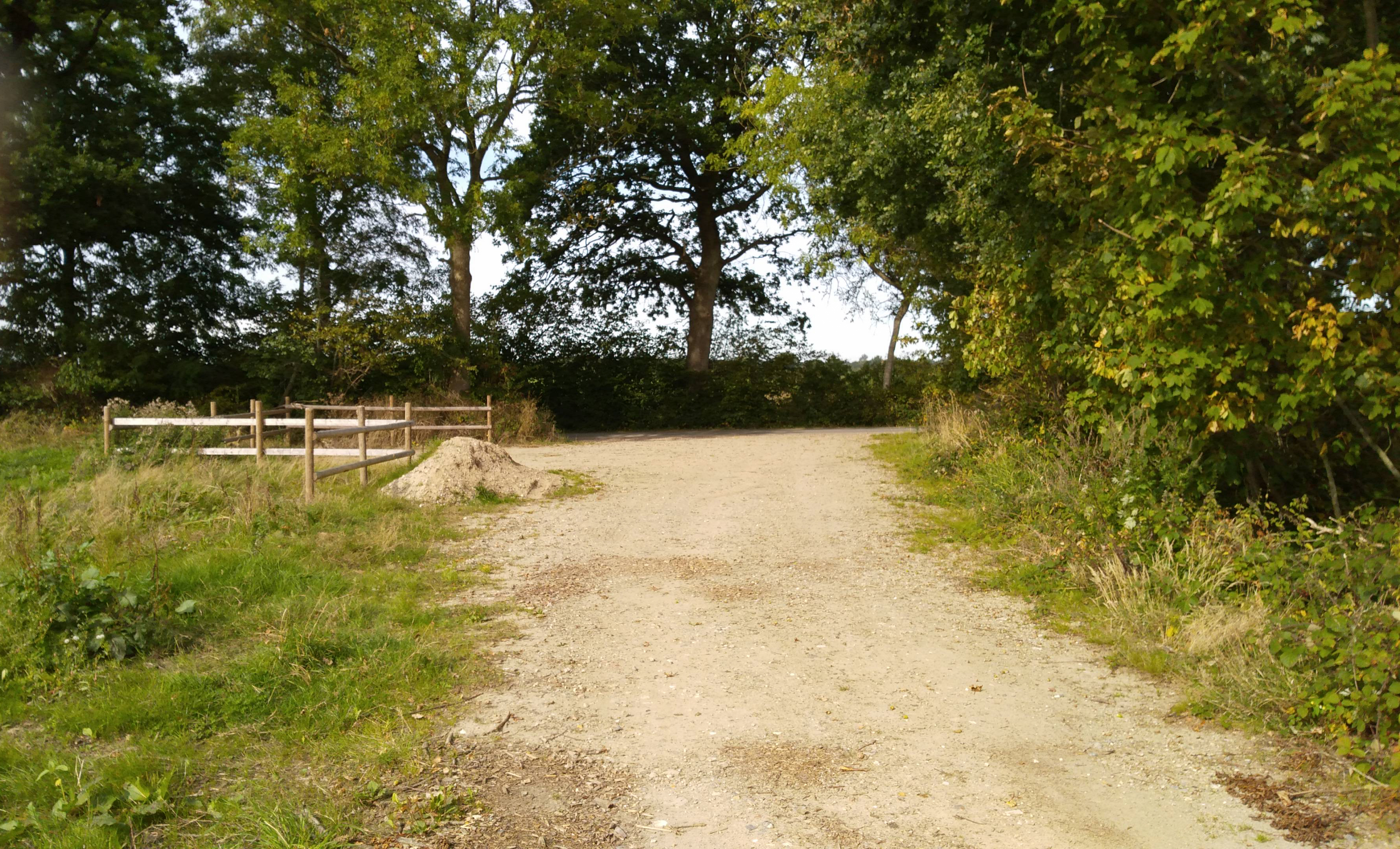
Parkplatz Stoltebüllheck
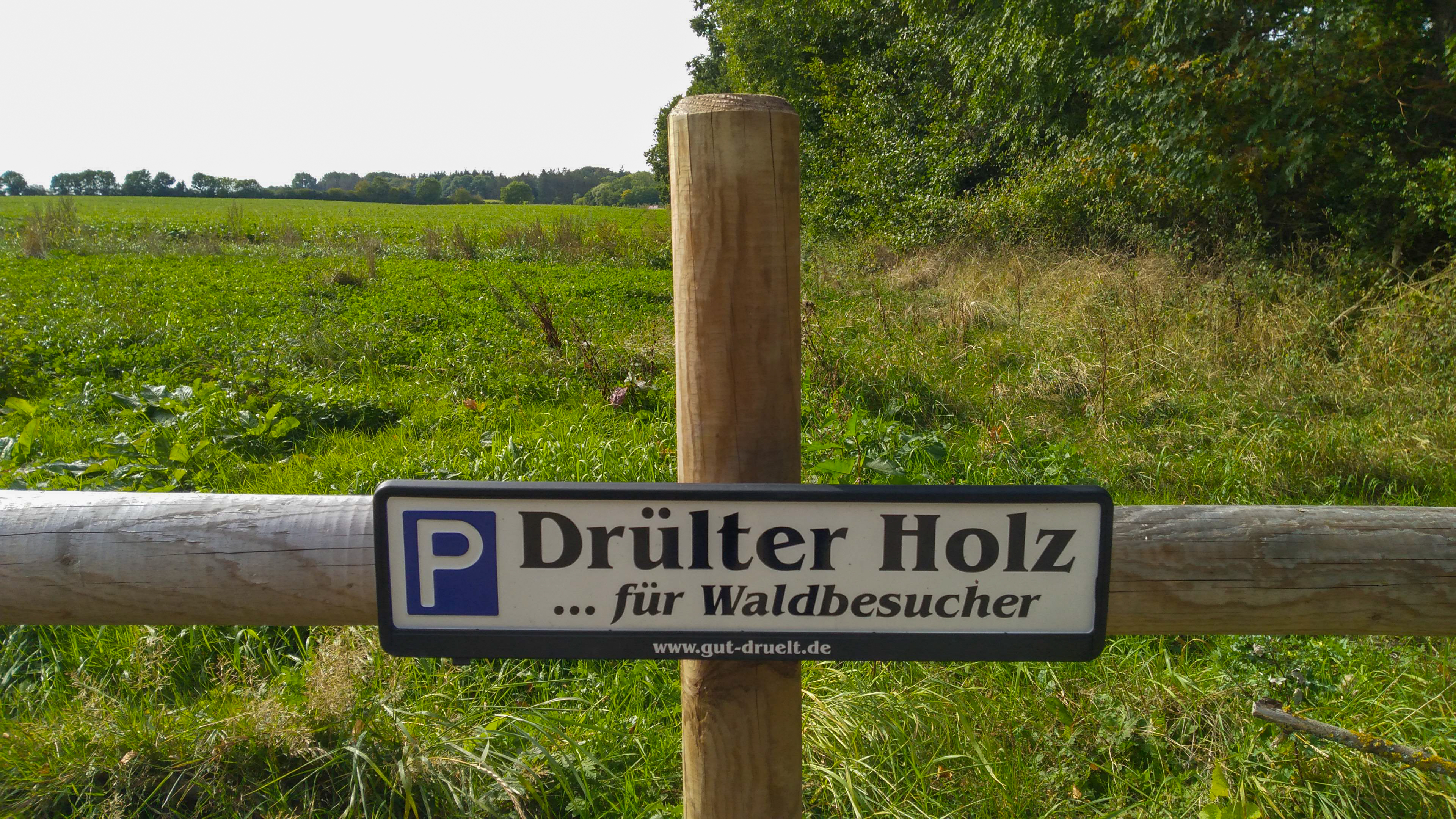
Parkplatz Stoltebüllheck

Im Nordosten des FFH-Gebietes befinden sich zwei gesetzlich geschützte Biotope. Das Biotop 325586060-107 ist ein naturnaher Bachlauf am Nordostrand des Drülter Holzes, der sich bis zu 3 m tief in den Untergrund eingespült hat. Er entspringt im zweiten Biotop 325586060-101 im Drülter Holz, einem ca. 1800 m² großem Erlen-Quellwald. Der Bach fällt im Sommer trocken. Das Drülter Holz ist von einer Vielzahl von natürlichen und künstlichen Entwässerungsgräben durchzogen. Das Gebiet hat die Form eines nach Westen hin offenen Hufeisens, in dessen Mitte sich die Stenneshöh, eine Ackerfläche mit einer Höhe von bis zu 61,2 m befindet. Die Niederschläge dieser Anhöhe fließen in das umliegende Drülter Holz, siehe auch Höhenprofile 1 bis 3.

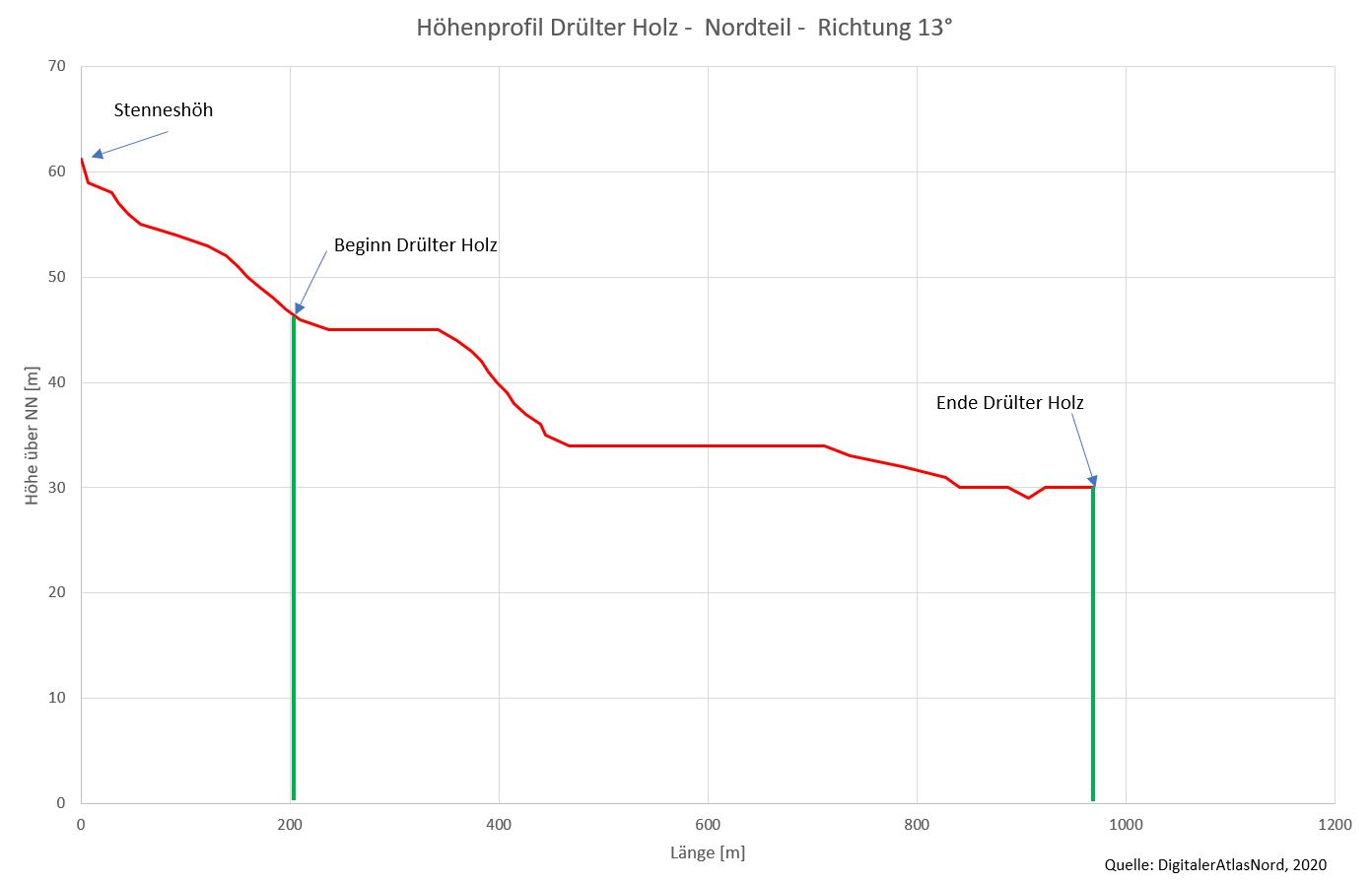
Höhenprofil 1
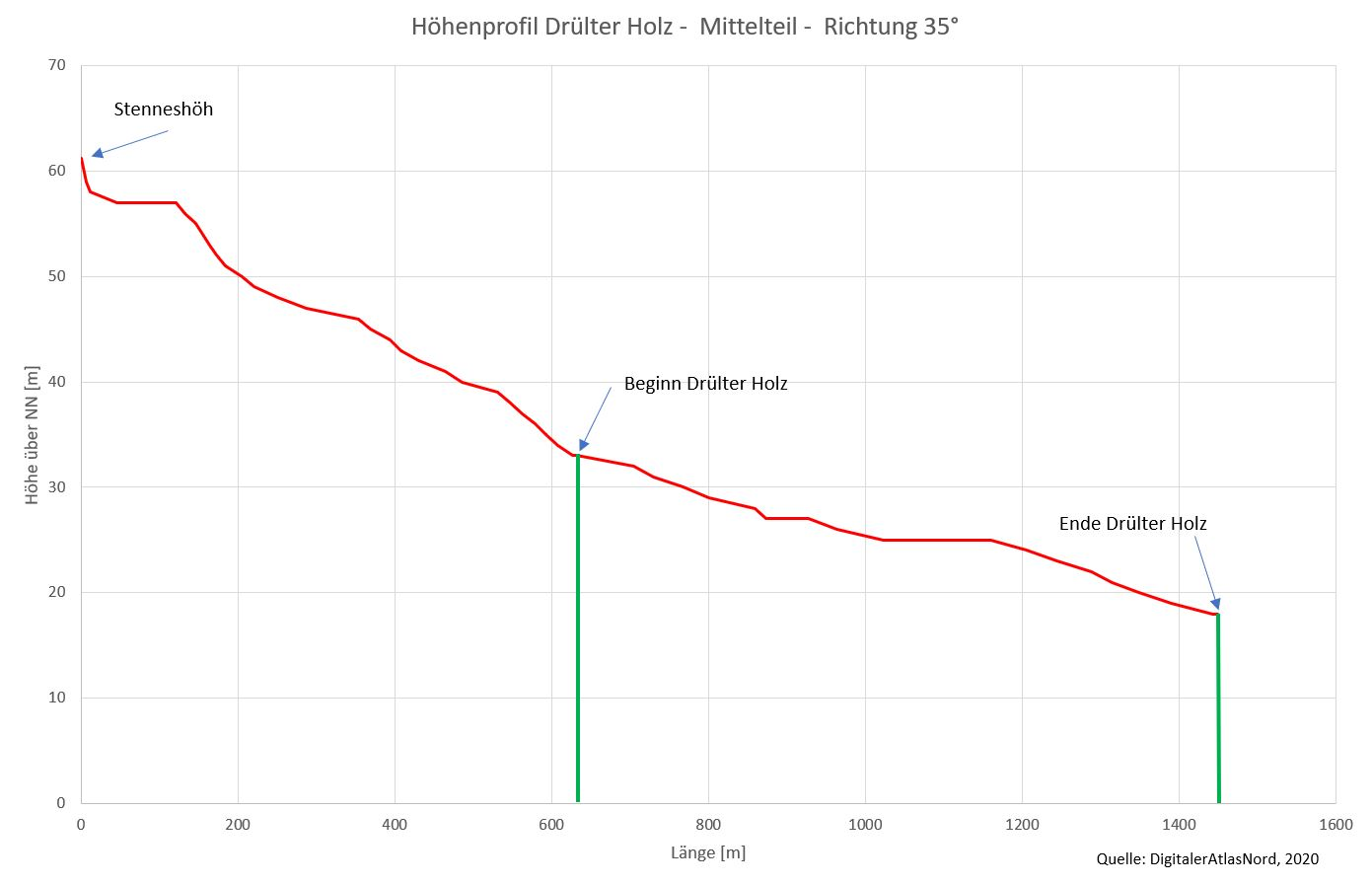
Höhenprofil 2
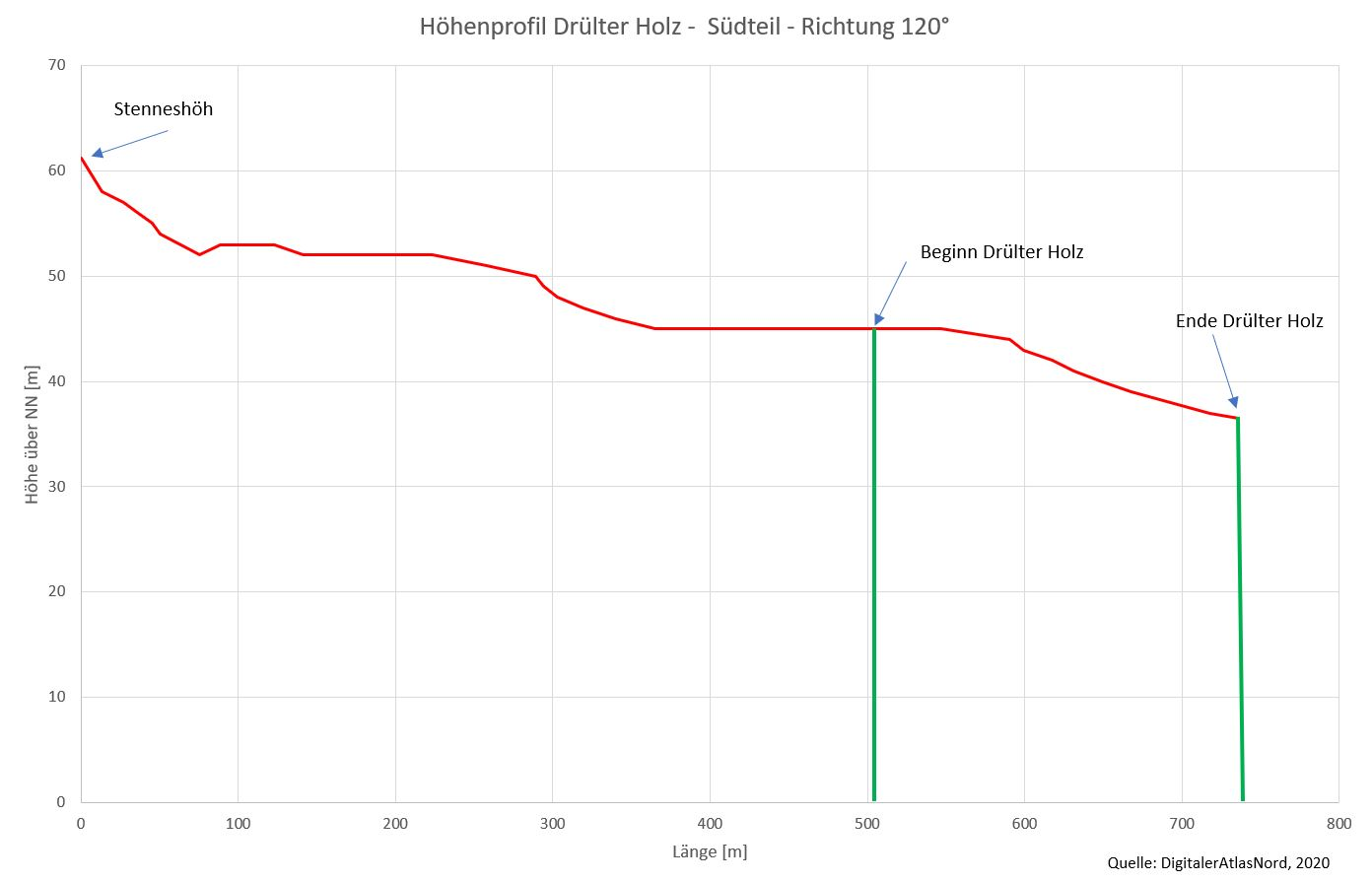
Höhenprofil 3
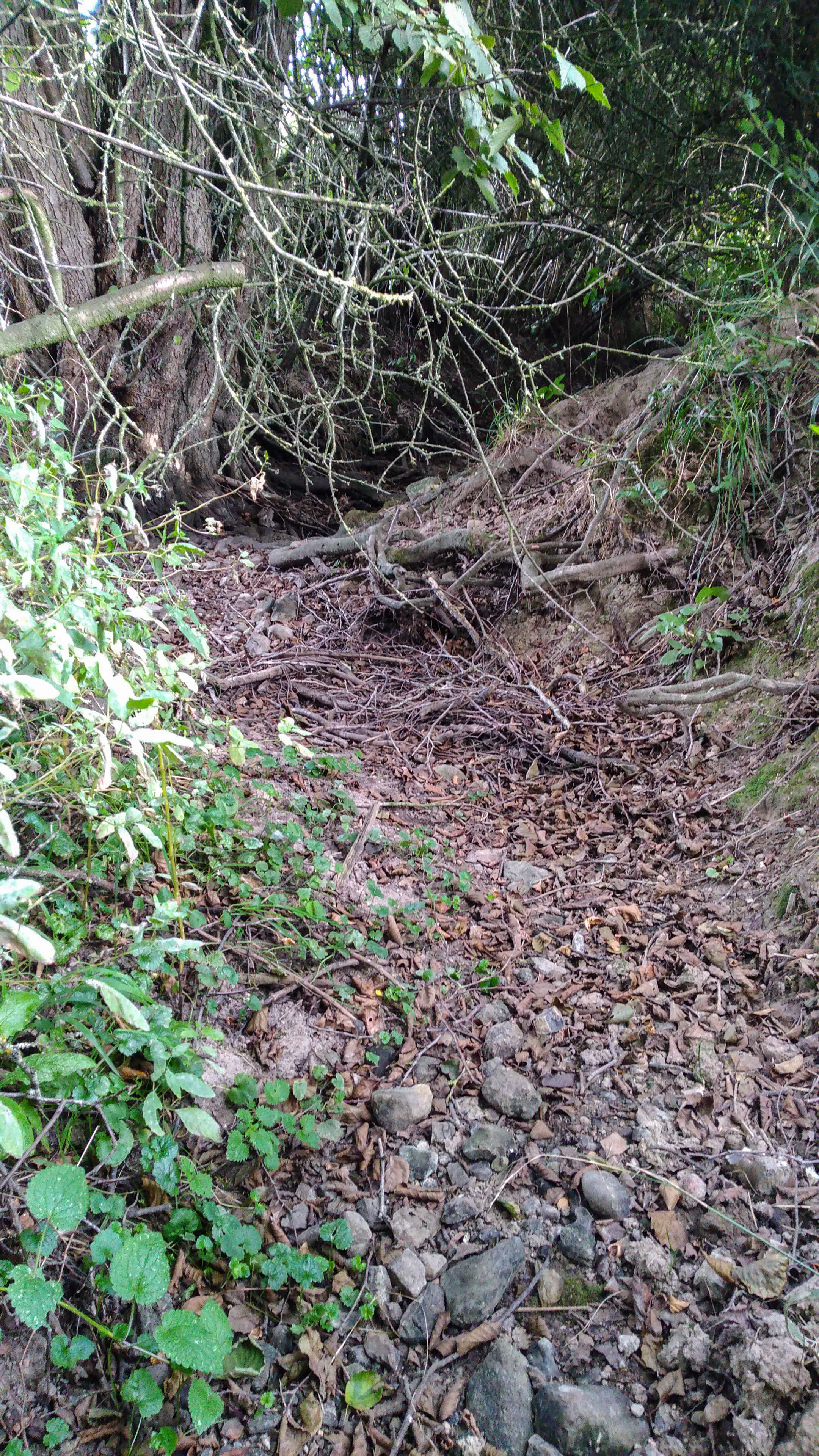
Natürliches Bachbett am Nordostrand, Biotop 325586060-107
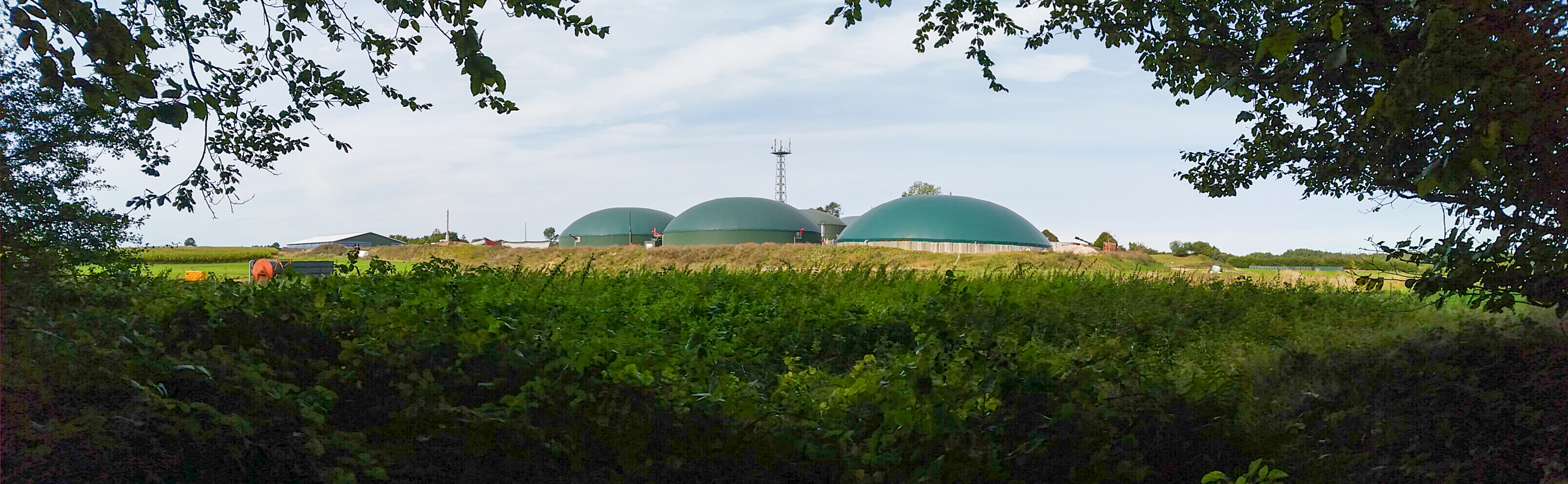
Biogasanlage auf Stenneshöh
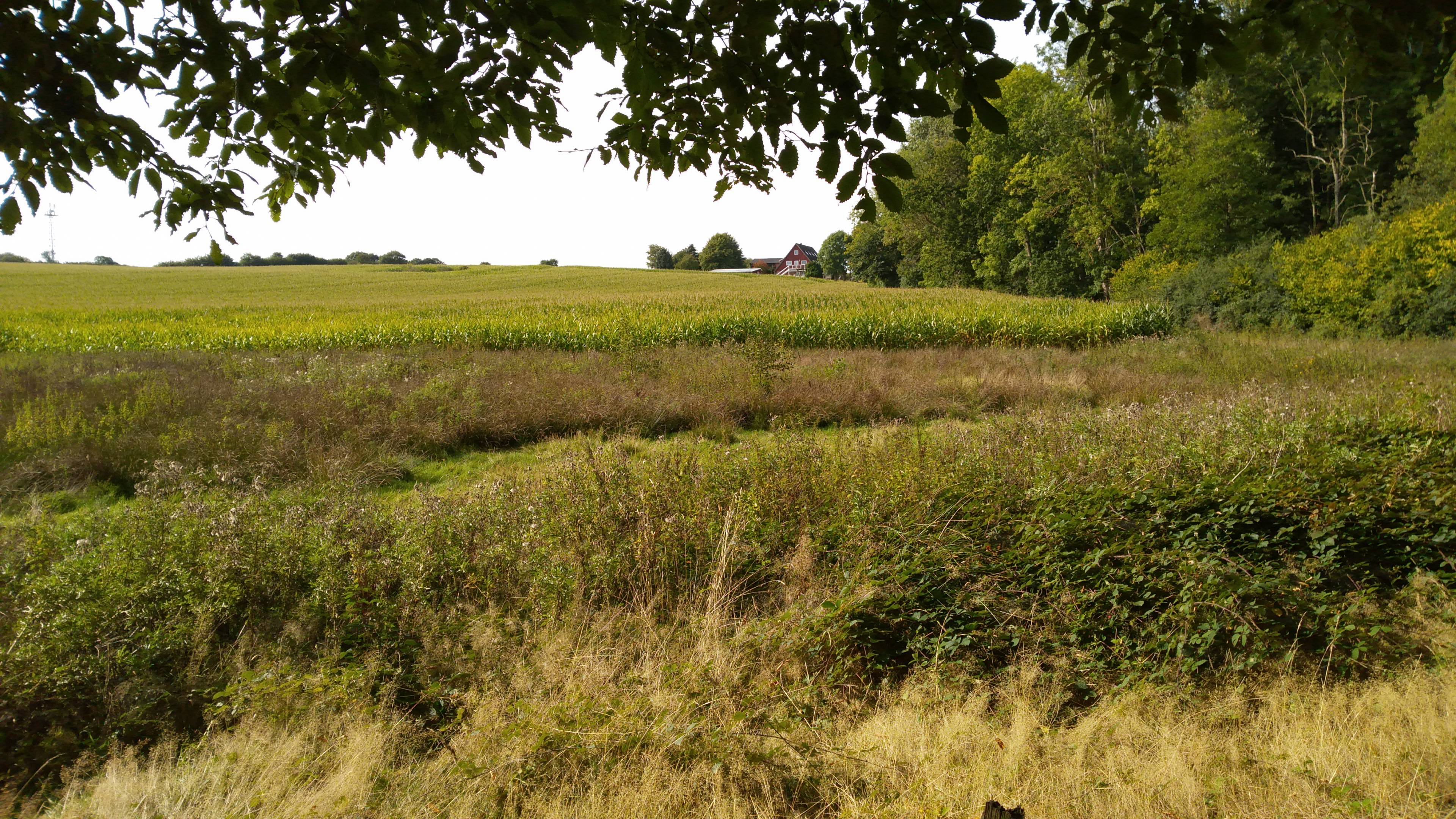
Nicht genutzter Randstreifen

Die Ackerflächen sind größtenteils mit Mais besät, der u. a. in der nahen Biogasanlage verarbeitet wird. Dieser hat einen hohen Nährstoffbedarf, der durch Gülle und Kunstdünger gedeckt werden muss. Bei Überdüngung werden überschüssige Nährstoffe durch das Gefälle in das Drülter Holz gespült und können sich im Wald anreichern. Das Gleiche geschieht bei den vorherrschenden westlichen Winden durch Winderosion. Die Blätter der Bäume wirken wie ein natürlicher Filter. Durch nicht beackerte Randstreifen, wie teilweise bereits praktiziert, kann ein Teil der Einträge aufgefangen werden.

## FFH-Erhaltungsgegenstand

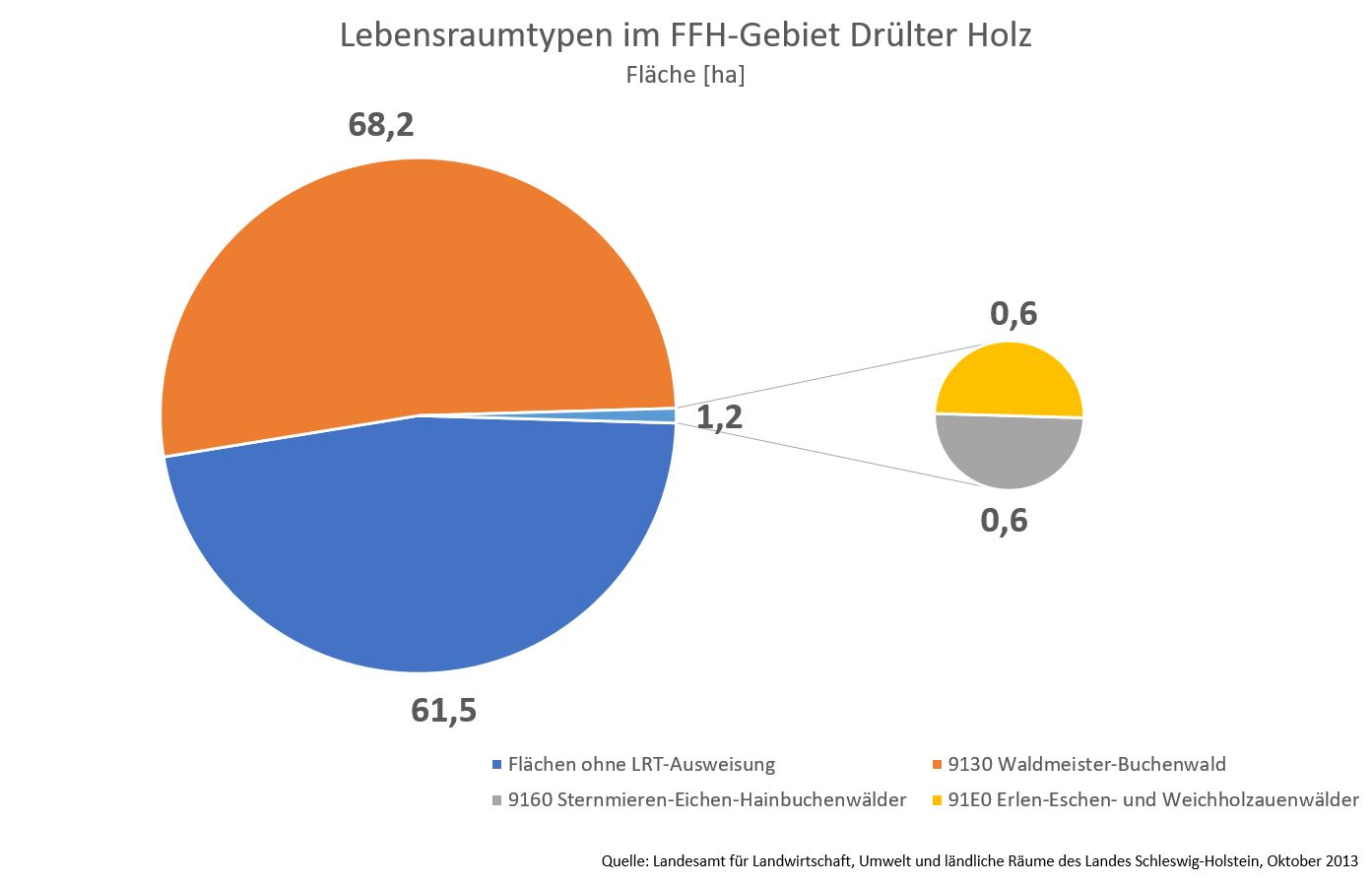
Grafik 1

Als FFH-Erhaltungsgegenstände wurden 3 Lebensraumtypen nach Anhang I der FFH-Richtlinie der EU-Umweltbehörde gemeldet (Stand Oktober 2013), siehe Grafik 1.

## FFH-Erhaltungsziele
Alle Erhaltungsgegenstände wurden auch als Erhaltungsziele übernommen, wobei die beiden Lebensraumtypen 9130 Waldmeister-Buchenwälder  und 91E0* Erlen-Eschen- und Weichholzauenwälder als Lebensraumtyp von besonderer Bedeutung und der Lebensraumtyp 9160 Sternmieren-Eichen-Hainbuchenwälder als Lebensraumtyp von Bedeutung gelten.

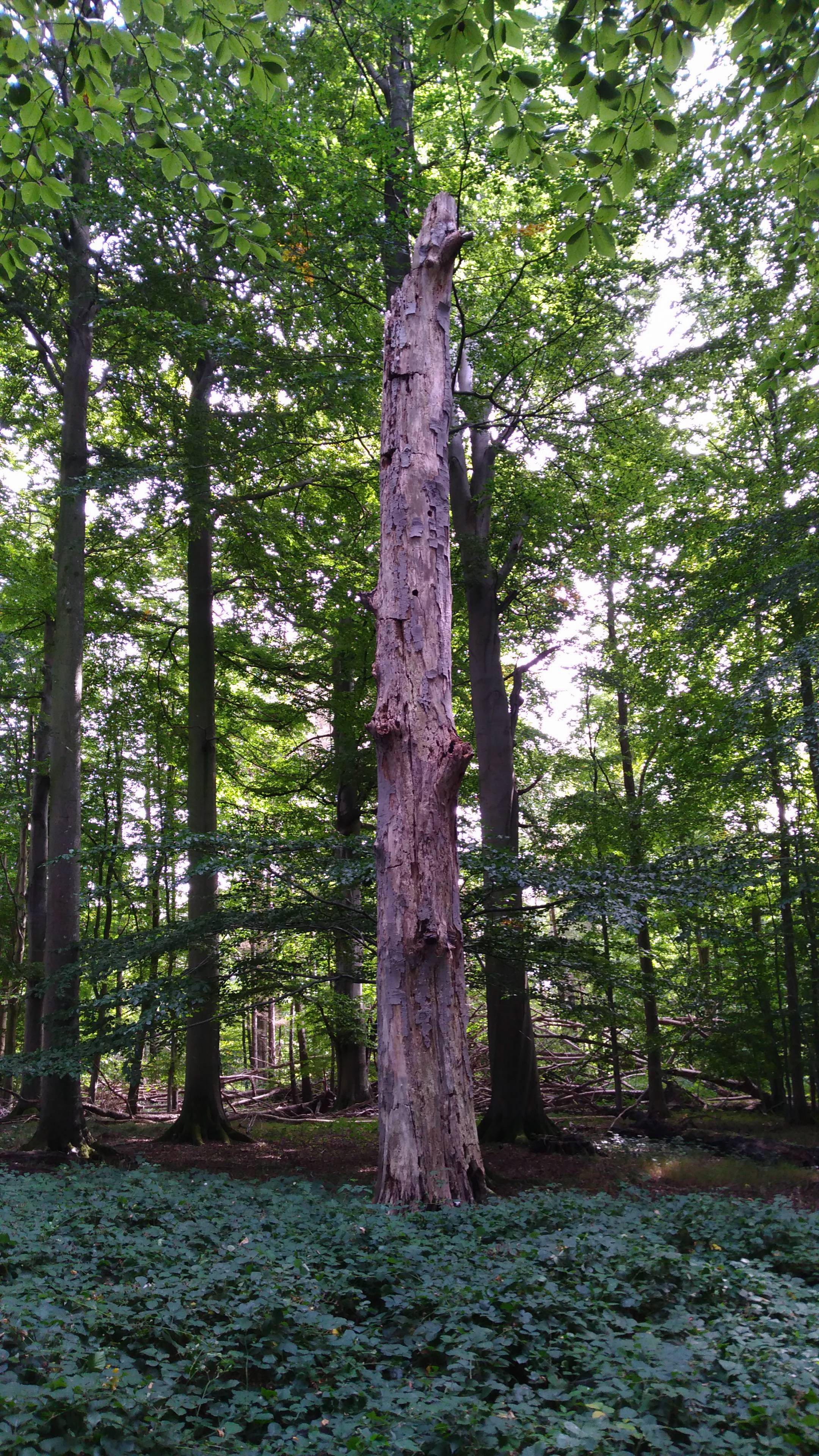
Stehendes Totholz im Drülter Holz

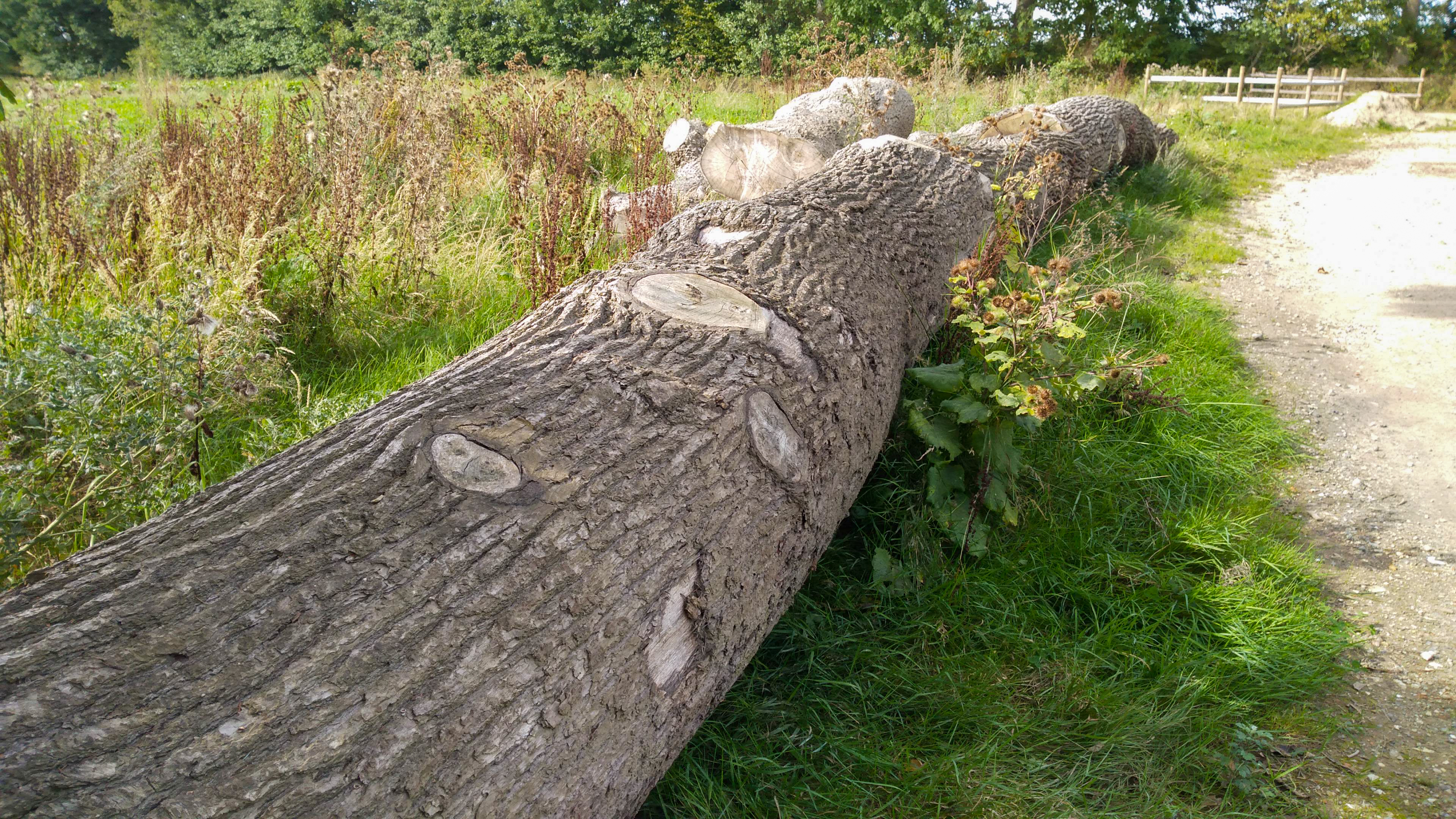
Eiche zum Abtransport bereit

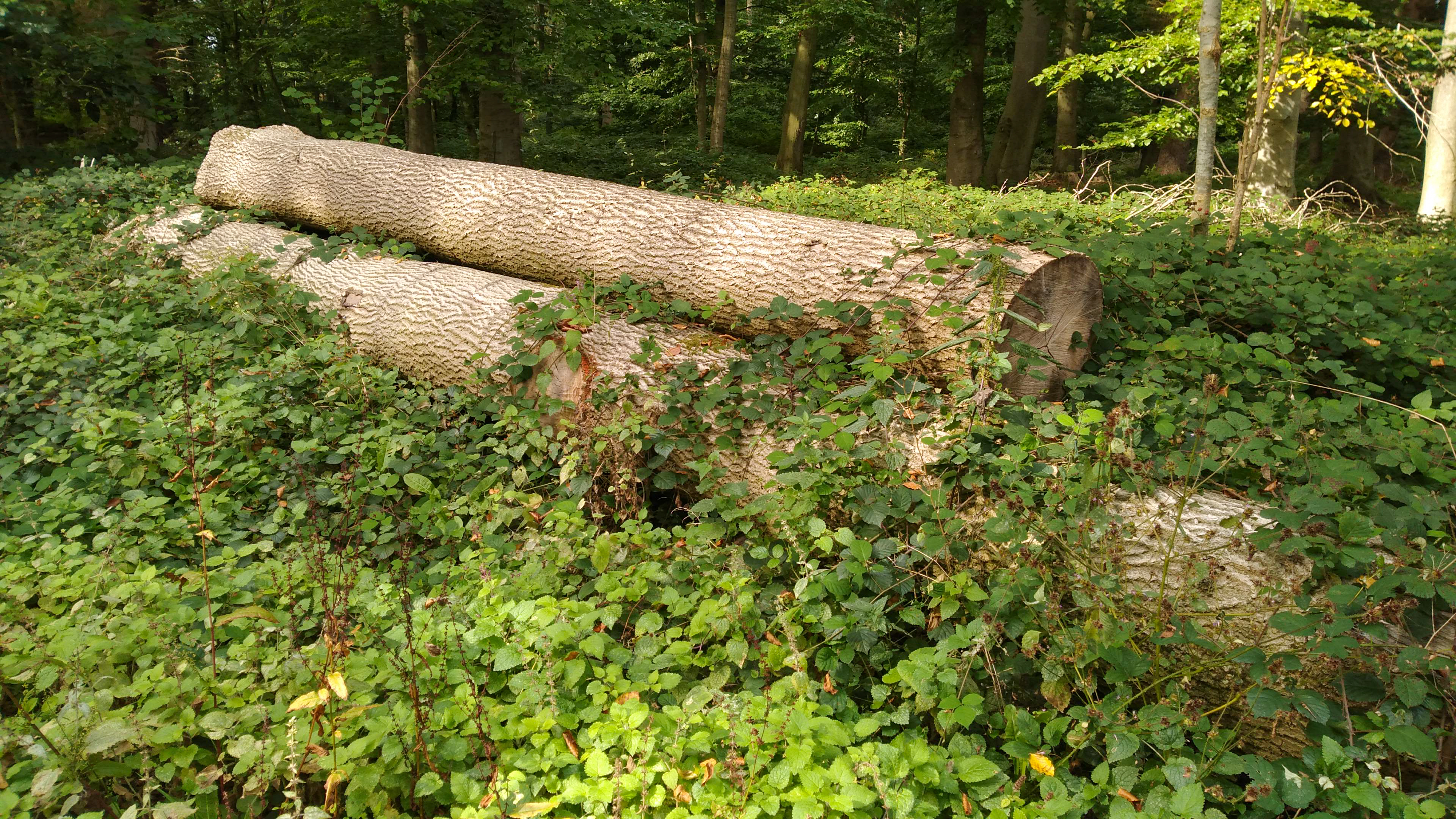
Gefällte Eichen

## FFH-Analyse und Bewertung
In der Gesamtbeurteilung wird der Lebensraumtyp 9130 Waldmeister-Buchenwald im FFH-Gebiet im Standard-Datenbogen für das FFH-Gebiet mit „gut“ bewertet. Im Kriterium „Erhaltungsgrad“ wird die Hälfte des Bestandes jedoch nur mit „durchschnittlich bis schlecht“ beurteilt. Der Grund hierfür liegt in dem geringen Altholzanteil. Das Gut Drült als Haupteigentümer des Drülter Holzes bewirtschaftet den Wald nach eigenen Angaben nach dem „Lübecker Konzept“. Hierbei werden die Bäume erst geerntet, wenn sie den vorgegebenen Ziel-Ø erreicht haben. Der Wald soll sich naturnah selbst entwickeln. Der Arbeitseinsatz soll dadurch minimiert werden. Bei dieser Wirtschaftsweise lohnt sich der Einsatz von Holzerntemaschinen nicht. Fahrspuren von schwerem Gerät sind nirgendwo im Forst zu erkennen. Die Bäume sind von den Rückepferden zu den beiden Forststraßen im Wald gezogen worden. Es handelt sich mehrheitlich um alte Eichen, Stand September 2020.

## FFH-Maßnahmenkatalog
Der Maßnahmenkatalog ergibt sich aus dem Ergebnis der FFH-Analyse und Bewertung. Der geringe Altholzanteil soll durch Ausweisung von Altholzinseln und finanziellen Ausgleich durch Zuschüsse des Landes an die Waldbesitzer erfolgen. Die Verjüngung von durchforsteten Waldbereichen muss mit einer Einhegung gegen Verbiss durch Schalenwild einhergehen. Auch hier sind Unterstützungsmaßnahmen des Landes hilfreich. Daneben ist der langfristige Ersatz des Restbestandes an Nadelbäumen durch Laubwald auf Grund der Klimaveränderung erforderlich. In die gleiche Richtung zielt auch die Wiedervernässung von entwässerten Bereichen zur Überbrückung von Trockenperioden. Der Maßnahmenkatalog des Managementplanes ist in einer Karte präzisiert. Um das Wasser länger im FFH-Gebiet zu halten, wurden bestehende Forstwege aufgeschüttet und mit höher gelegten Entwässerungsrohren versehen.

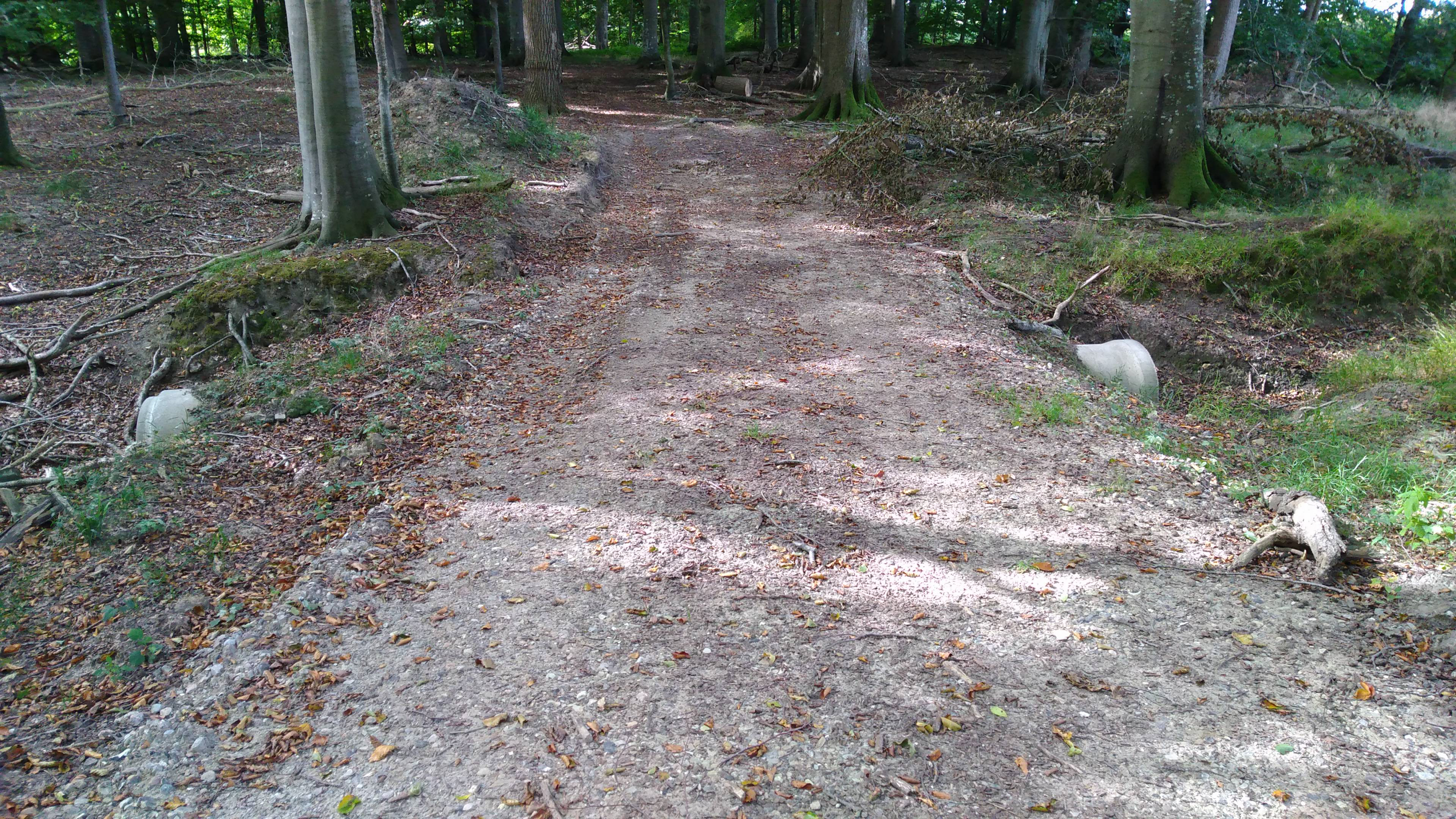
Höherlegung von Entwässerungsrohren und Forstwegen
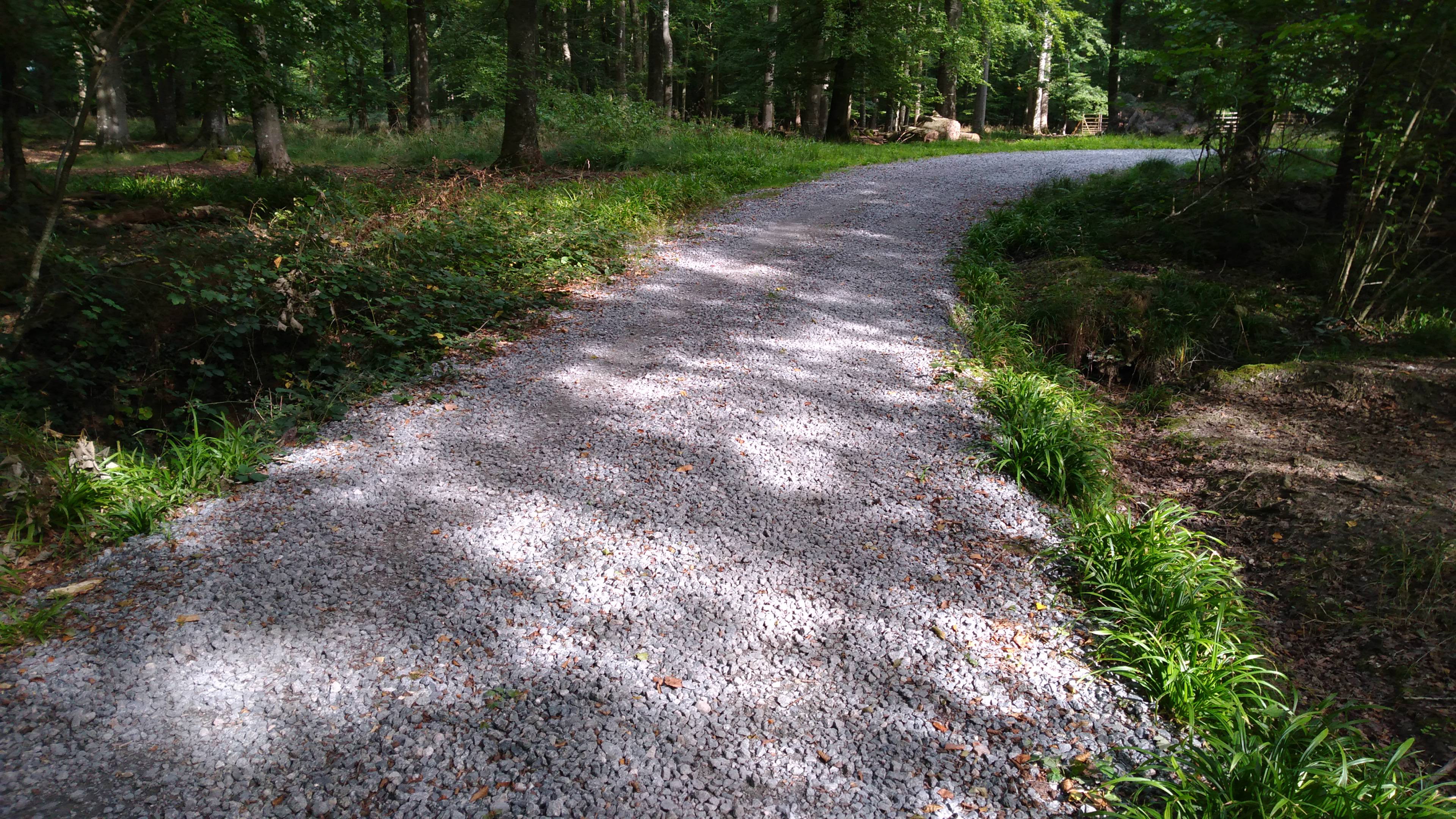
Höher gelegter Forstweg
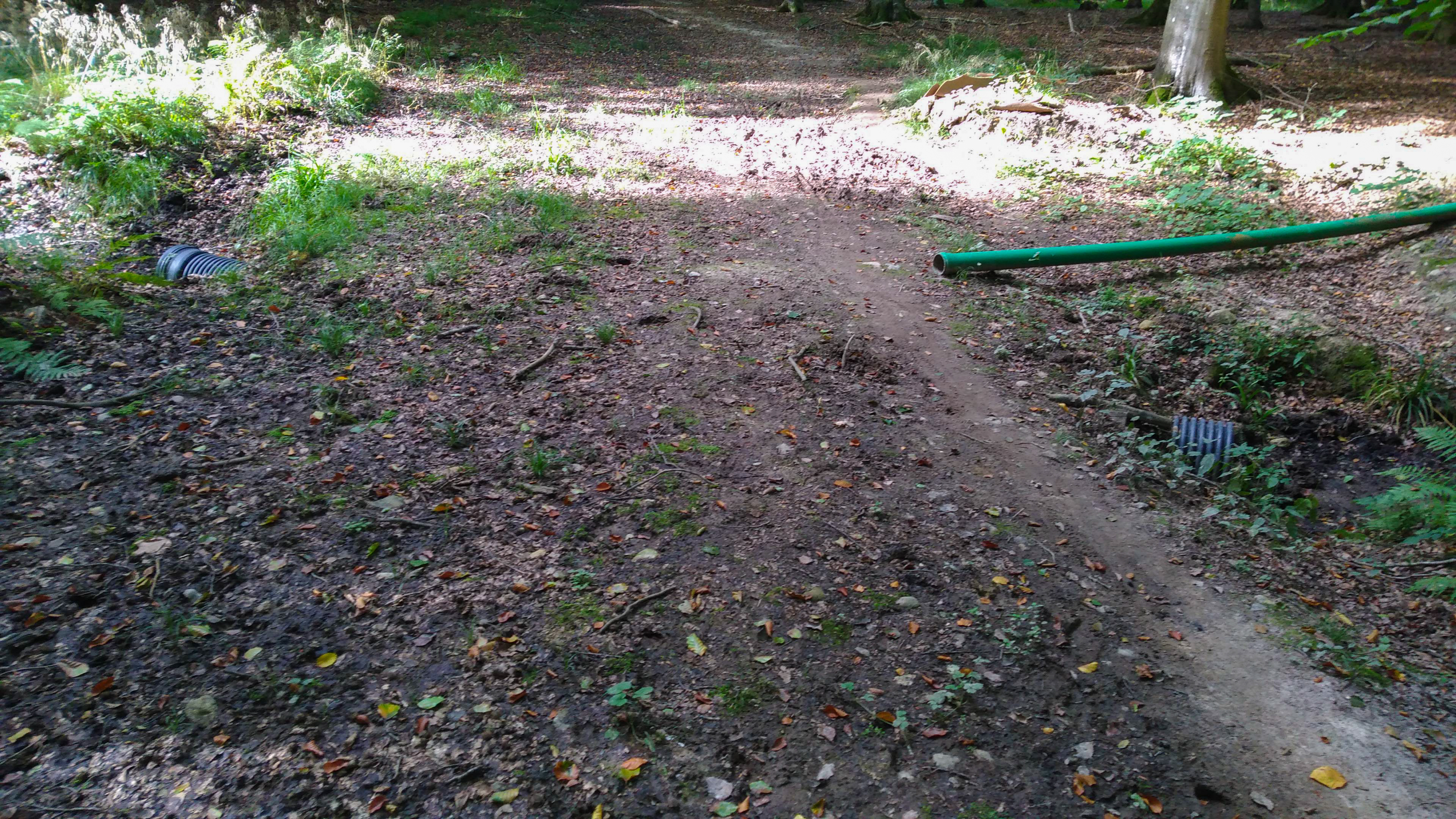
Neues Entwässerungsrohr
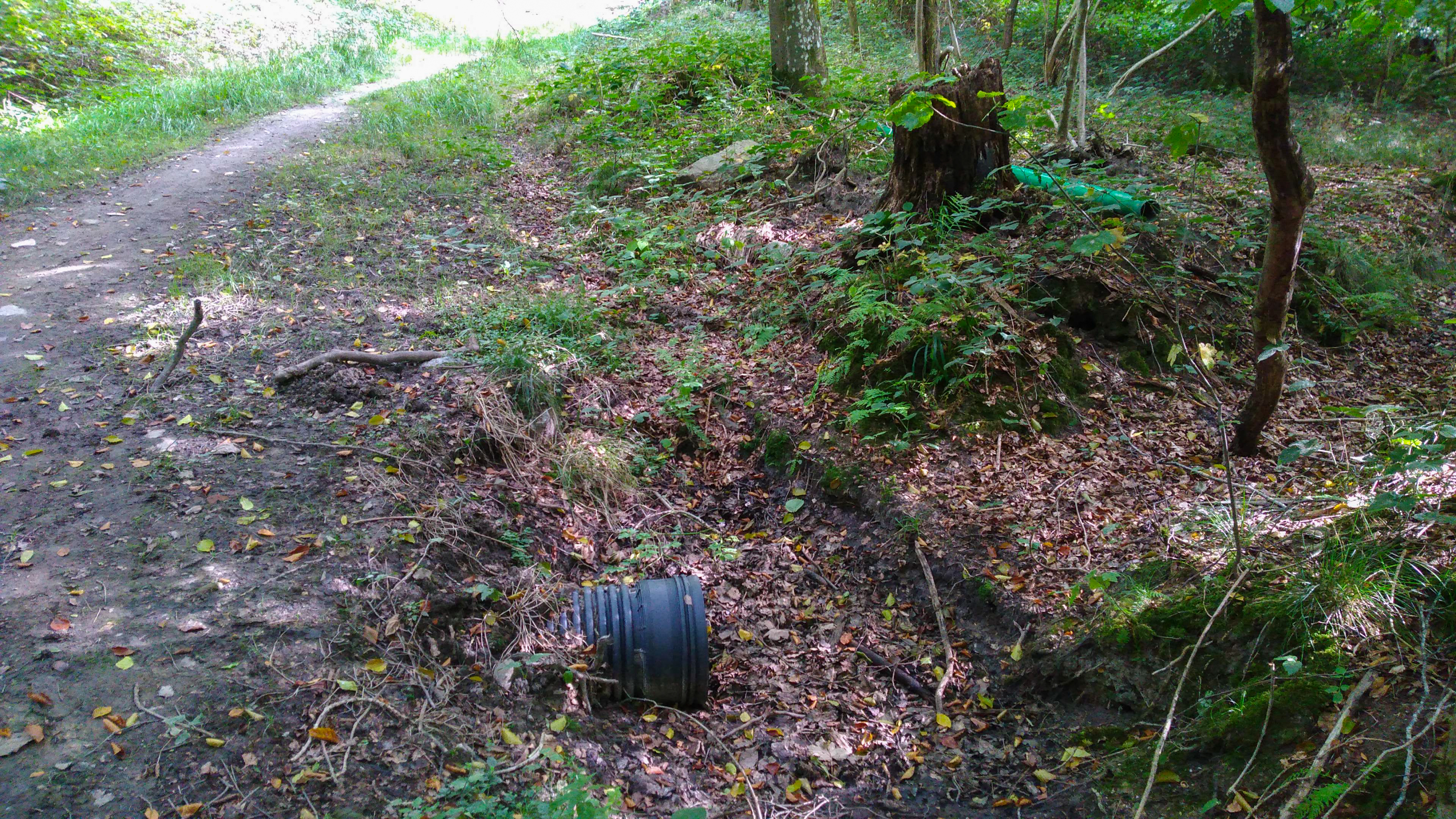
Neues Entwässerungsrohr
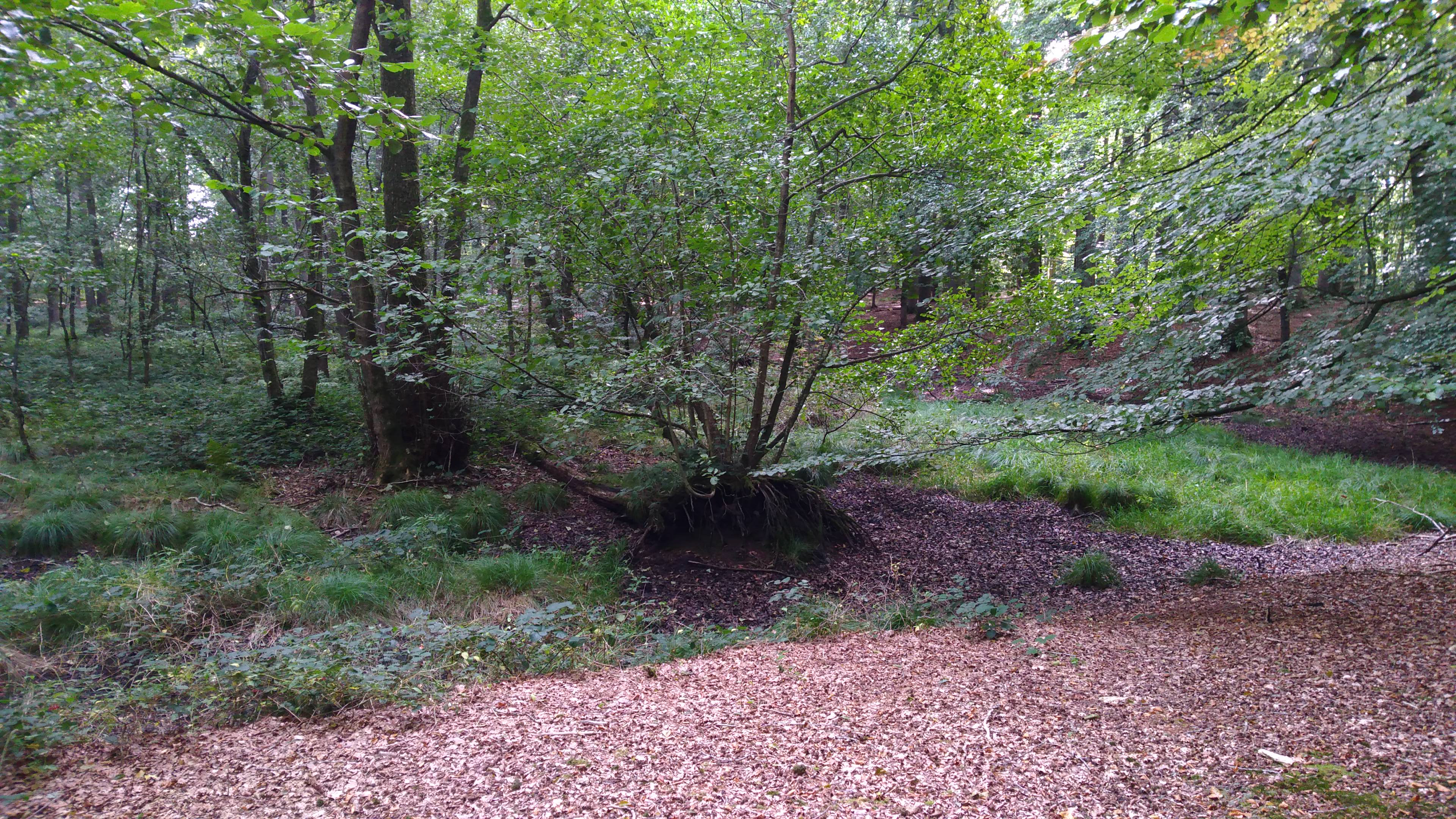
Wiedervernässtes Gebiet

An vielen Stellen im Wald sind Wildschutzzäune aufgestellt, um die jungen nachwachsenden Bäume vor Verbiss zu schützen.

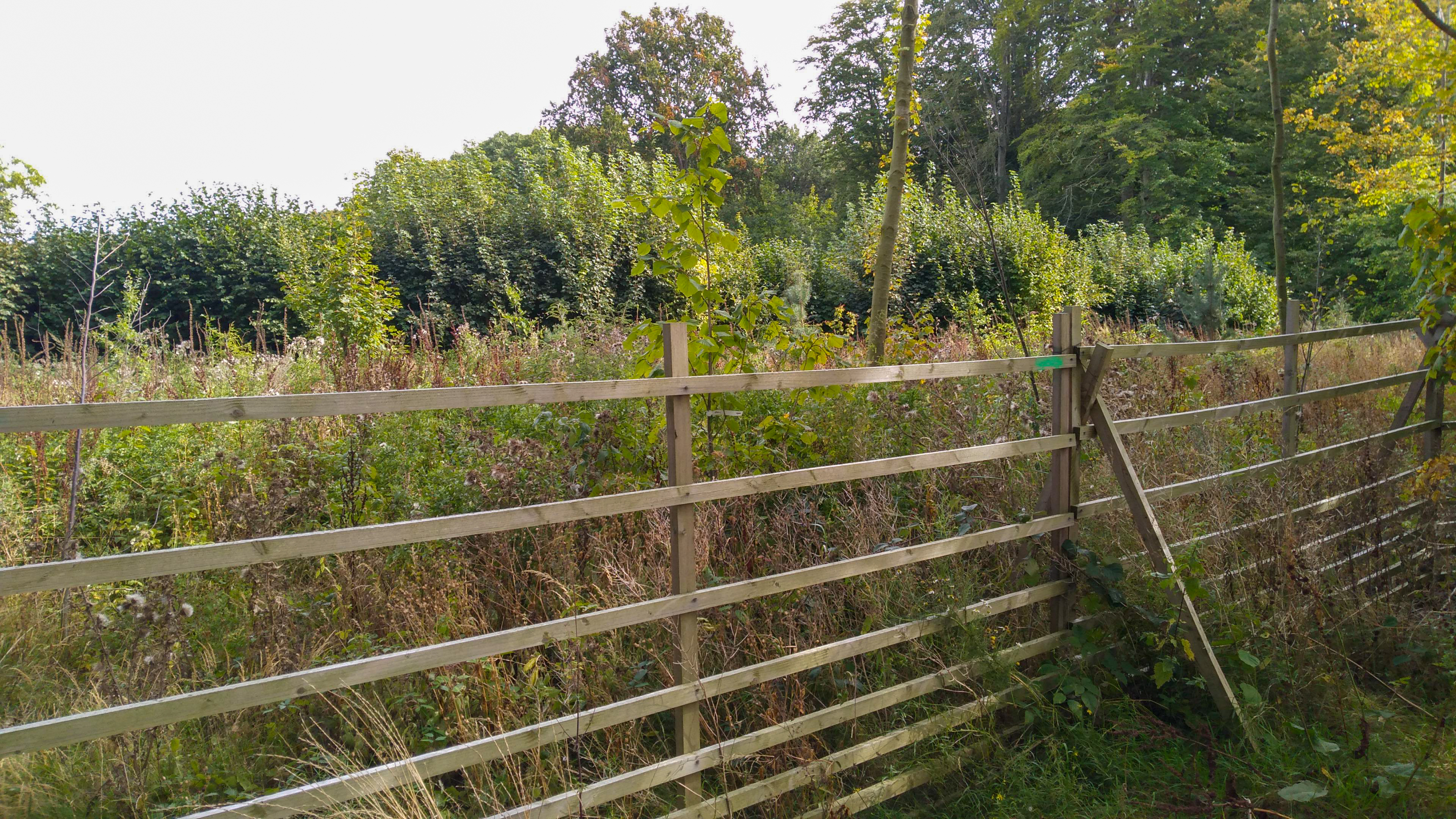
Wildschutzgatter
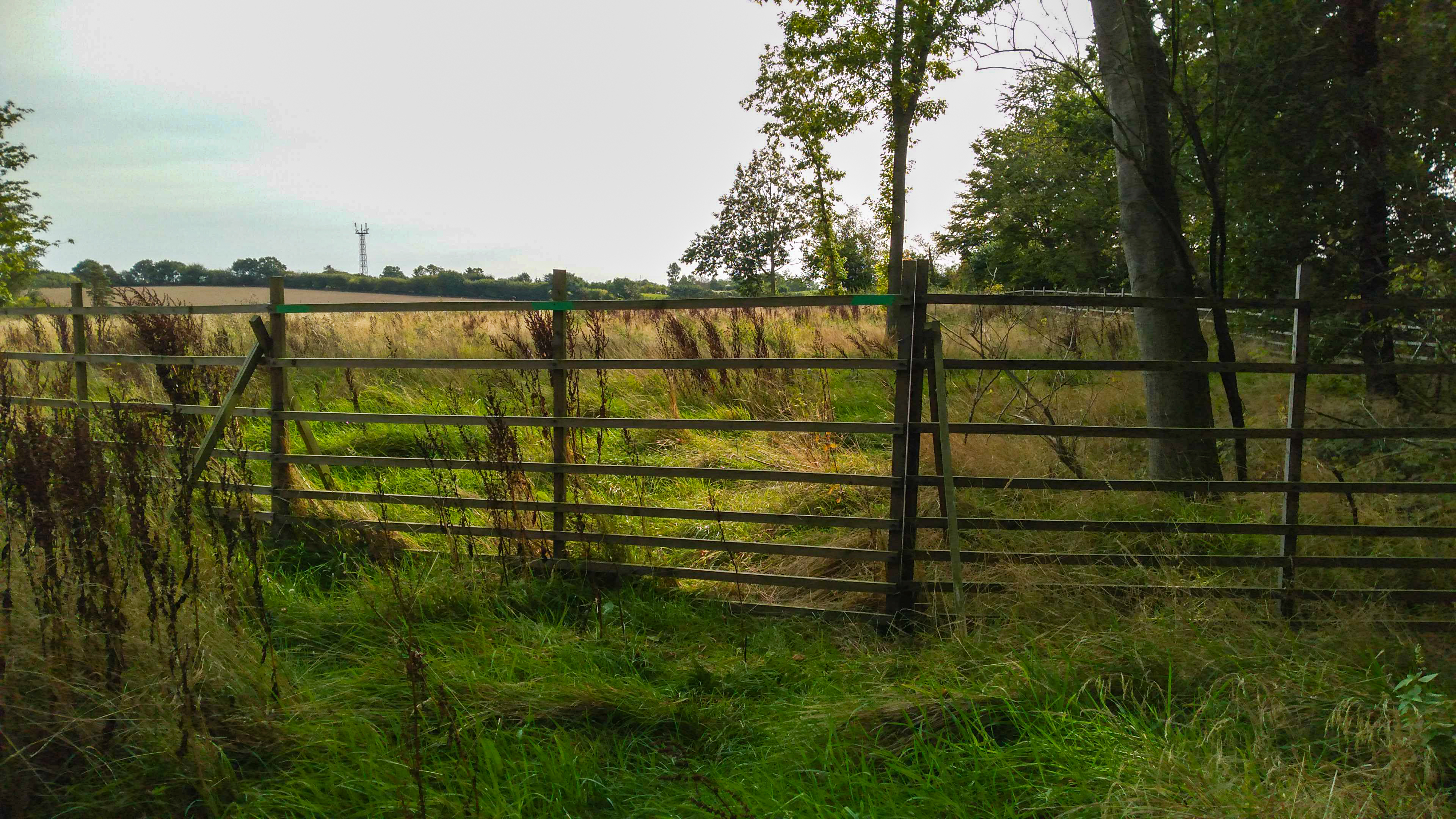
Wildschutzgatter
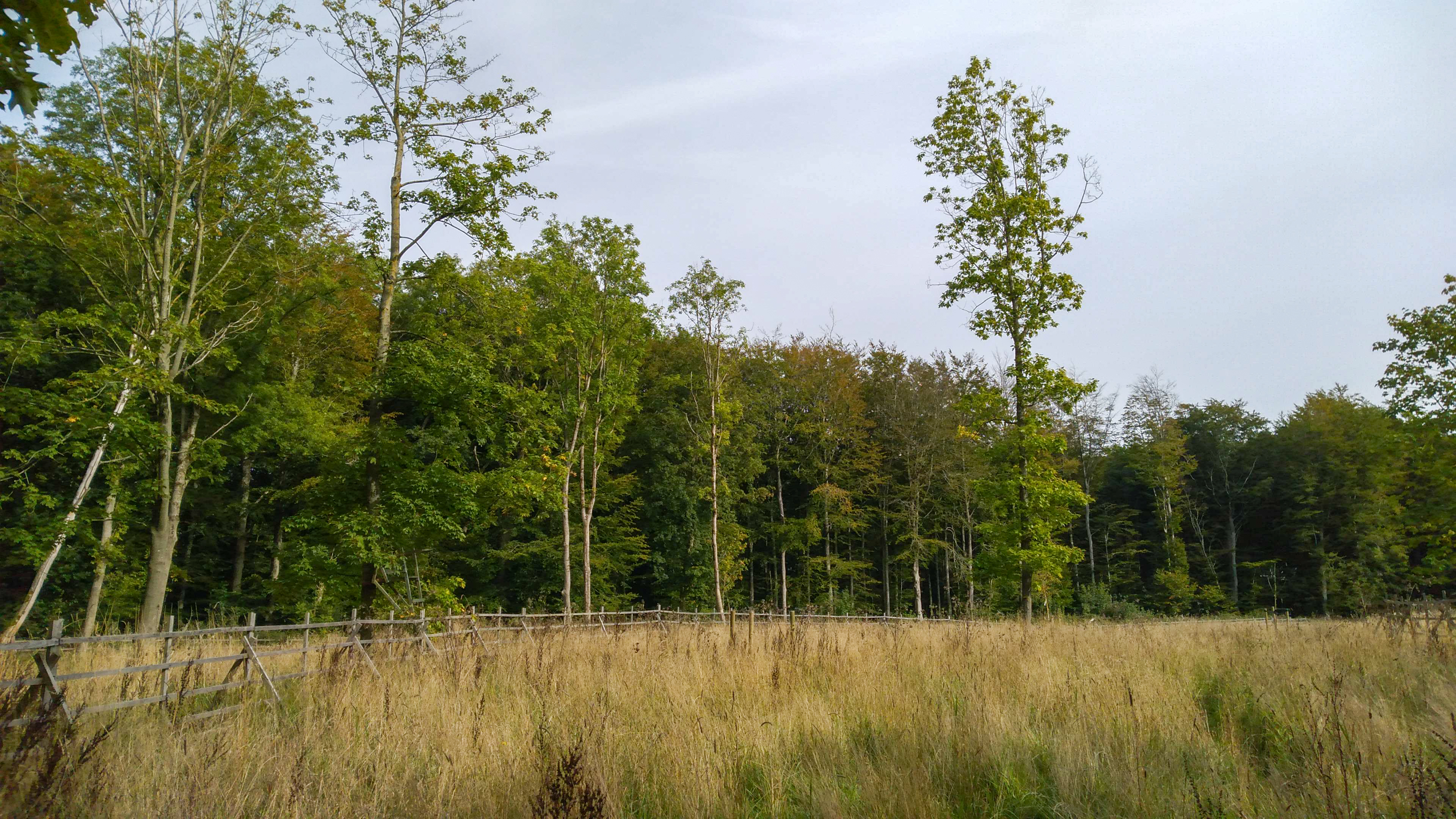
Wildschutzgatter
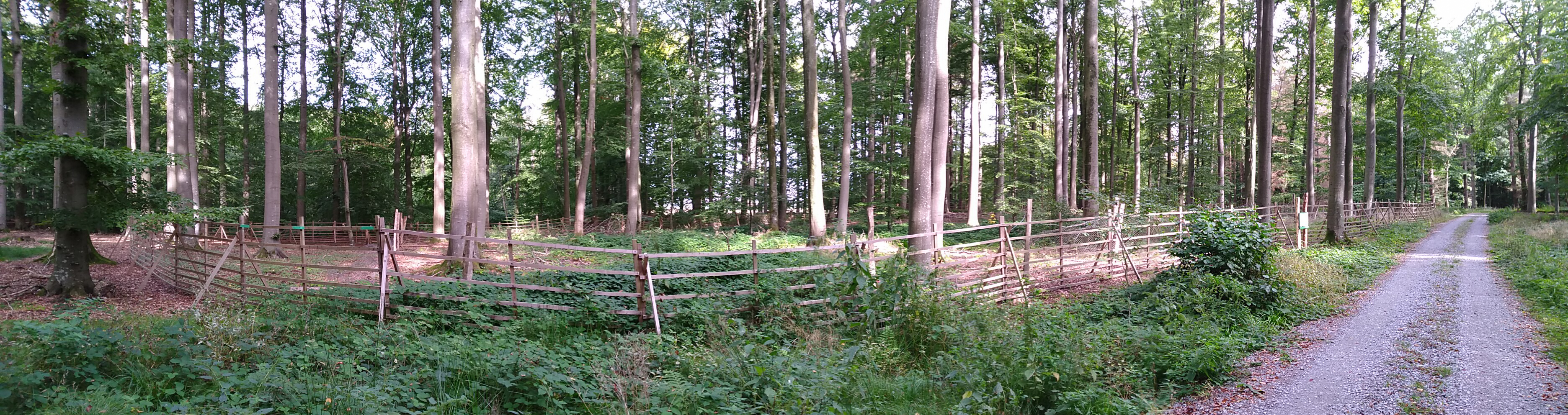
Wildschutzgatter
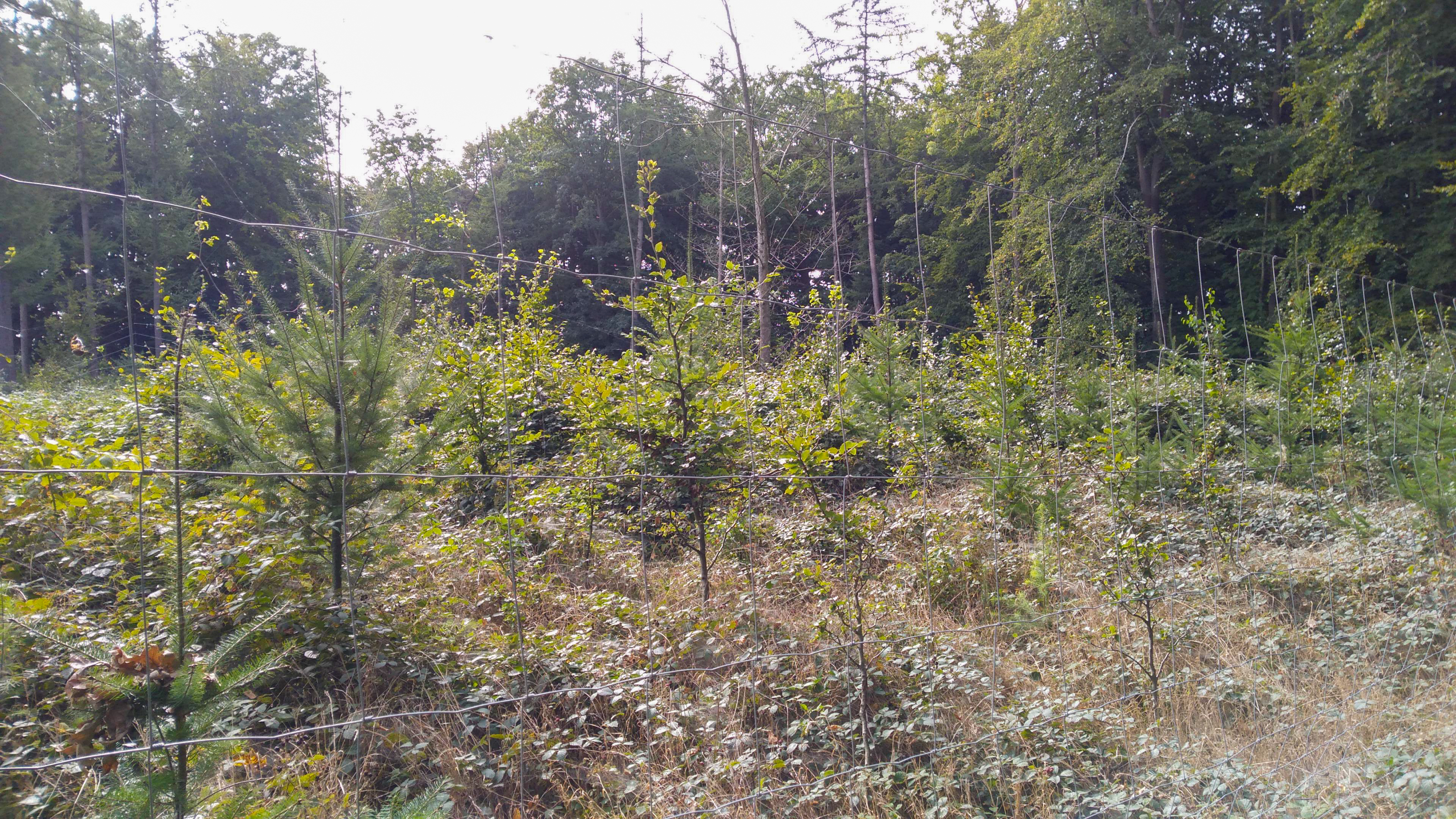
Maschendraht als Wildschutzzaun